# Pequena Polônia (voivodia)
Voivodia da Pequena Polônia (em polonês/polaco: województwo małopolskie) é uma das 16 voivodias (províncias) da atual divisão administrativa da Polônia. A voivodia cobre uma área de 15 182 km² e é uma das menores da Polônia (12.º lugar no país). A voivodia tem aproximadamente 3,4 milhões de habitantes (em 31 de dezembro de 2019), ocupando o 4.º lugar na Polônia neste aspecto. A densidade populacional é a segunda maior do país depois da voivodia da Silésia (Pequena Polônia - 223 habitantes/km², Silésia - 372 habitantes/km², a média nacional é de 123 habitantes/ km²). Foi criada na sua forma atual em 1 de janeiro de 1999, como resultado de uma reforma administrativa. A sede do voivoda e do conselho regional é Cracóvia (Kraków).

## História da voivodia

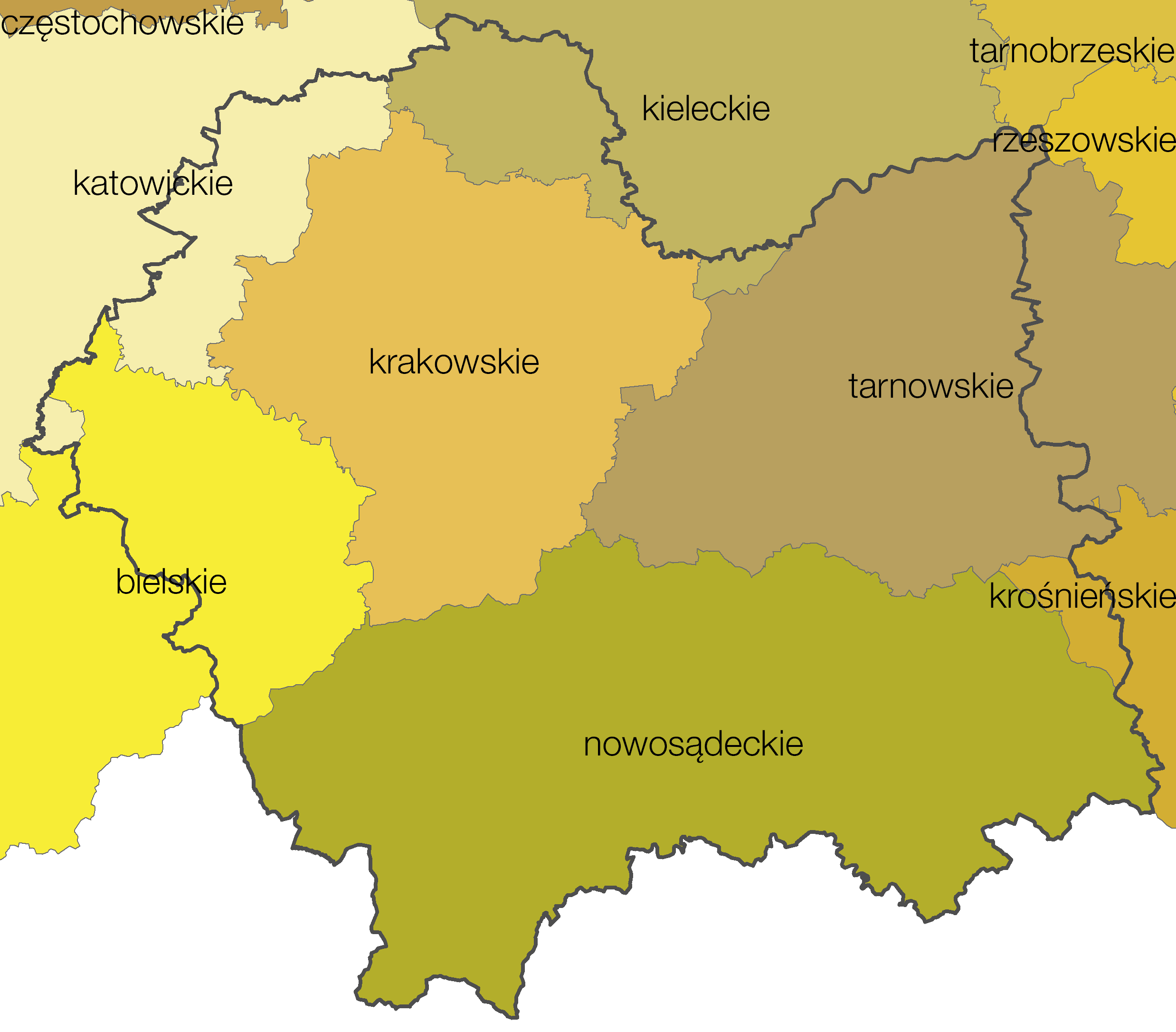
Voivodias de 1975–1998 com a fronteira da atual voivodia da Pequena Polônia

A voivodia da Pequena Polônia foi fundada em 1999, englobando a parte ocidental da região histórica e geográfica chamada Pequena Polônia e partes de duas regiões históricas menores - Spisz e Orawa. Foi criada a partir das voivodias da divisão administrativa anterior, nomeadamente a partir da:
- Cracóvia - em sua totalidade,
- Nowosadeckie - em sua totalidade,
- Tarnowskie [a] - exceto as comunas do condado de Dębica e as comunas de Radomyśl Wielki e de Wadowice Górne do condado de Mielec,
- Bielski - apenas as comunas dos condados de Sucha, Wadowicki e Oświęcim,
- Katowice - apenas as comunas dos condados de Olkusz [b] e Chrzanów e da comuna de Brzeszcze do condado de Oświęcim,
- Kielce - apenas as comunas do condado de Miechów e as comunas de Pałecznica e Koszyce do condado de Proszowice,
- Krosno - apenas as comunas de Biecz e Lipinki no condado de Gorlice.

A voivodia da Pequena Polônia é a única que tem o direito de ter o brasão da Polônia no seu brasão, ou seja, uma águia de coroa branca com a cabeça virada para a direita, sobre um fundo vermelho. Assim, tradicionalmente continua sendo sua depositária.

## Geografia
A área da voivodia é de 15 182,79 km², o que corresponde a 4,9% da área da Polônia (1 de janeiro de 2014).

### Localização administrativa
A voivodia está localizada no sul da Polônia e nas fronteiras:
- Eslováquia (com as regiões de Prešov e Žilina) em uma extensão de 301,6 km ao sul

e com as voivodias:
- Subcarpácia, 177,9 km no leste
- Silésia, 273,4 km no oeste
- Santa Cruz, 178,4 km no norte

### Localização física e geográfica
A voivodia da Pequena Polônia inclui partes dos Cárpatos Ocidentais e do planalto da Pequena Polônia.

### Localização histórica
A área da voivodia cobre a parte ocidental da região histórica e geográfica chamada Pequena Polônia e partes de duas regiões históricas menores - Spisz e Orawa.

### Topografia

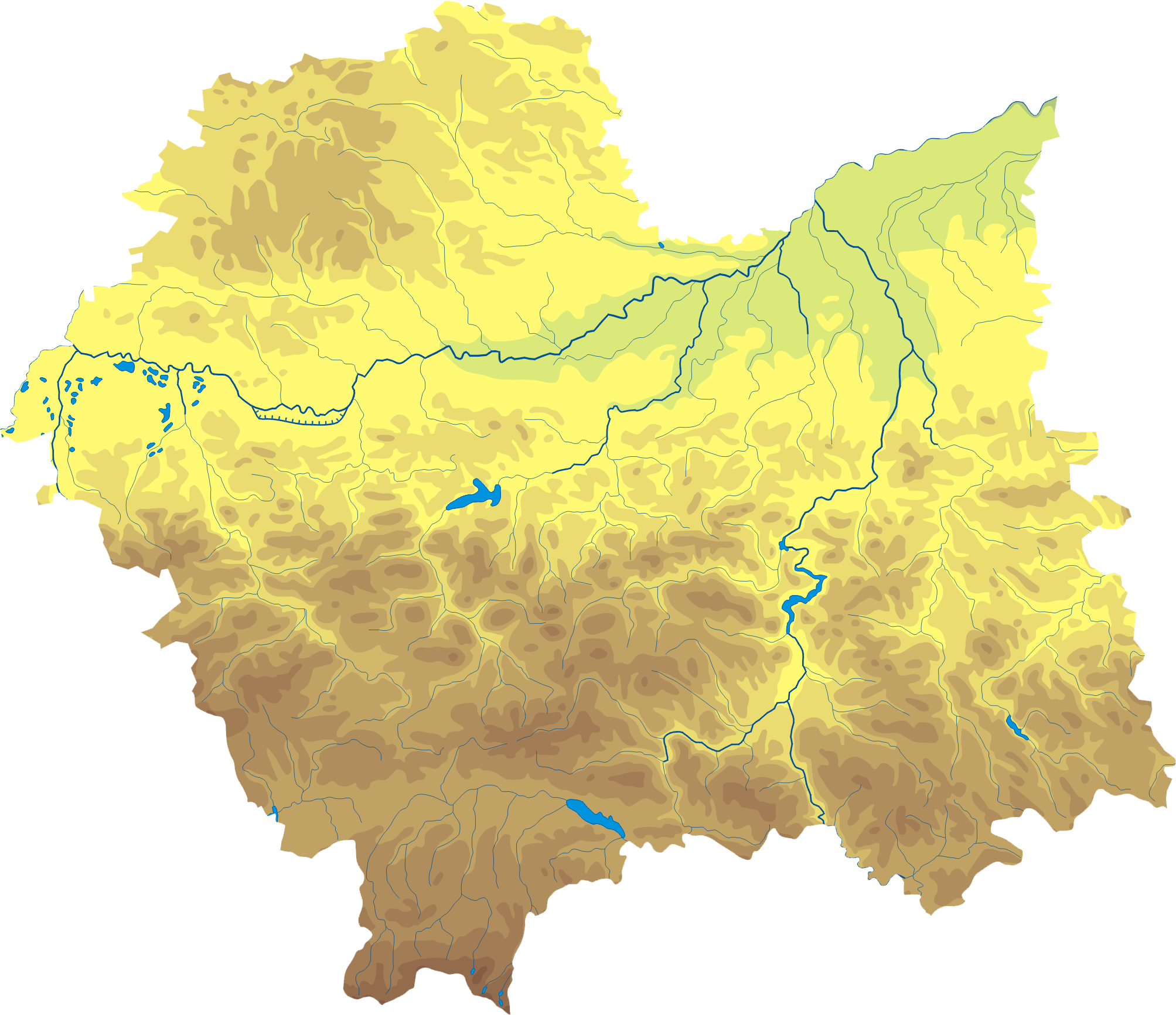
Mapa físico da voivodia

No sentido norte-sul, a voivodia tem 151 km de comprimento, ou seja, 1°21′43″. No sentido leste-oeste, a extensão da voivodia é de 167 km, o que na medida angular corresponde a 2°23′30″.
Coordenadas geográficas de pontos extremos:
- Norte: 50°31′13″ lat. N - condado de Miechów,
- Sul: 49°09′30″ N - o cume do Wołowy Grzbiet entre os postos fronteiriços n.º 210/4 e n.º 210/5 (condado de Tatra),
- Oeste: 19°04′59″ long. E - condado de Oświęcim,
- Leste: 21°25′18″ E - condado de Gorlice.

A topografia é definitivamente montanhosa e de terras altas.
O ponto mais alto é o pico noroeste da montanha Rysy - 2 499 m acima do nível do mar.

### Clima
A voivodia da Pequena Polônia fica na zona de clima temperado. Existe uma grande amplitude de temperaturas resultante de uma grande variação de altitude. A temperatura máxima registrada é +37 °C, e a temperatura mínima é −38 °C.
A cobertura de neve nas montanhas Tatra costuma durar de novembro a meados de maio, mas é possível chover em qualquer época do ano. Em outras regiões montanhosas, a neve cobre as encostas até março, e nas encostas com neve artificial você pode esquiar às vezes até no início de abril.
O clima da Pequena Polônia tem suas anomalias. O mais famoso é o vento da montanha - um vento rápido e quente que pode derreter até várias dezenas de centímetros de neve em poucos dias. Por outro lado, Oawiak é um vento frio, soprando de Babia Góra, que pode baixar a temperatura na região de Podhale até mesmo em alguns graus.

### Recursos hídricos
A área da voivodia está localizada principalmente na bacia hidrográfica do Mar Báltico com a bacia do rio Vístula - aproximadamente 90% da área da voivodia. A parte sudoeste, por outro lado, encontra-se na bacia do Mar Negro com a bacia do rio Danúbio.

## Urbanização

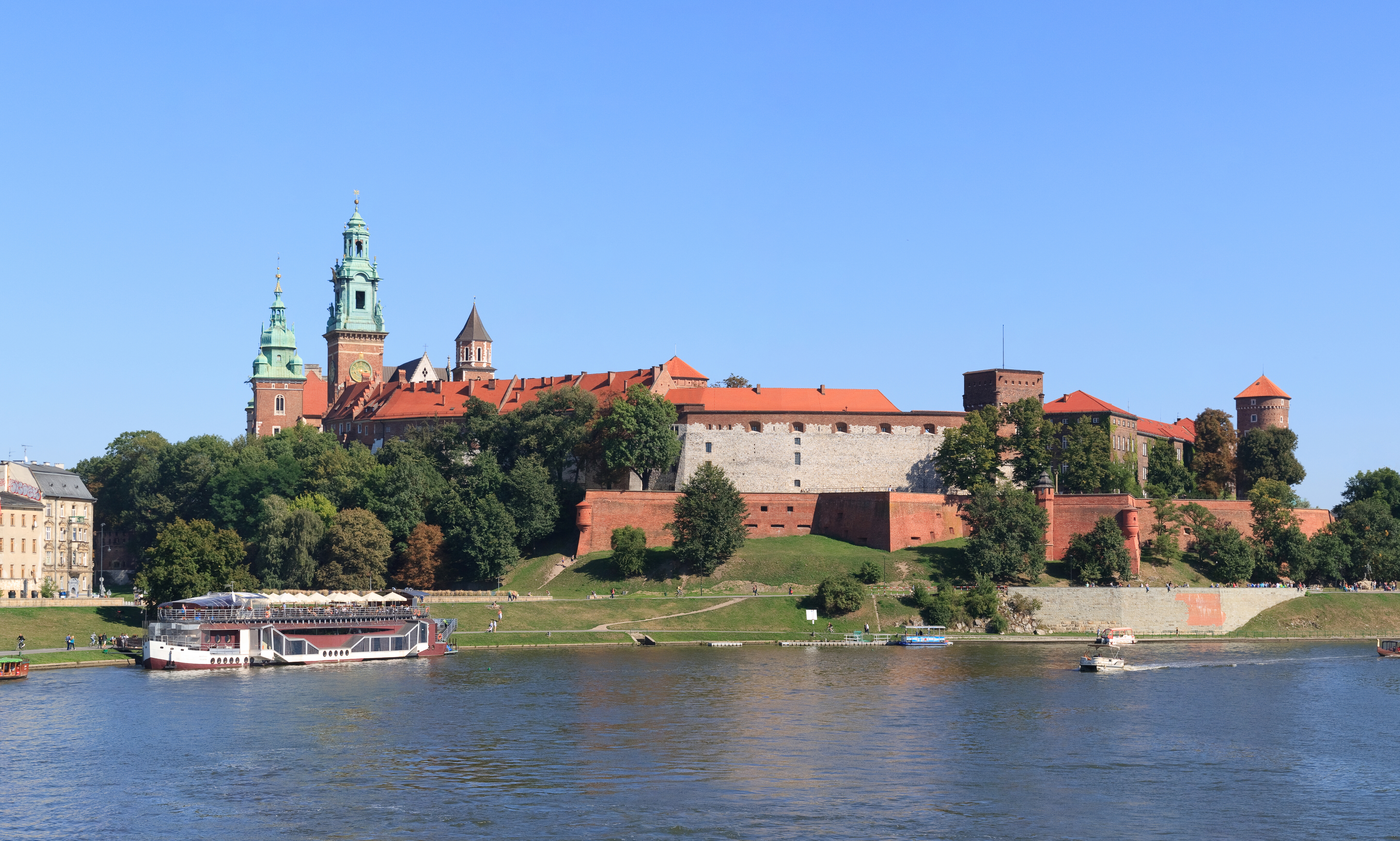
Colina Wawel em Cracóvia

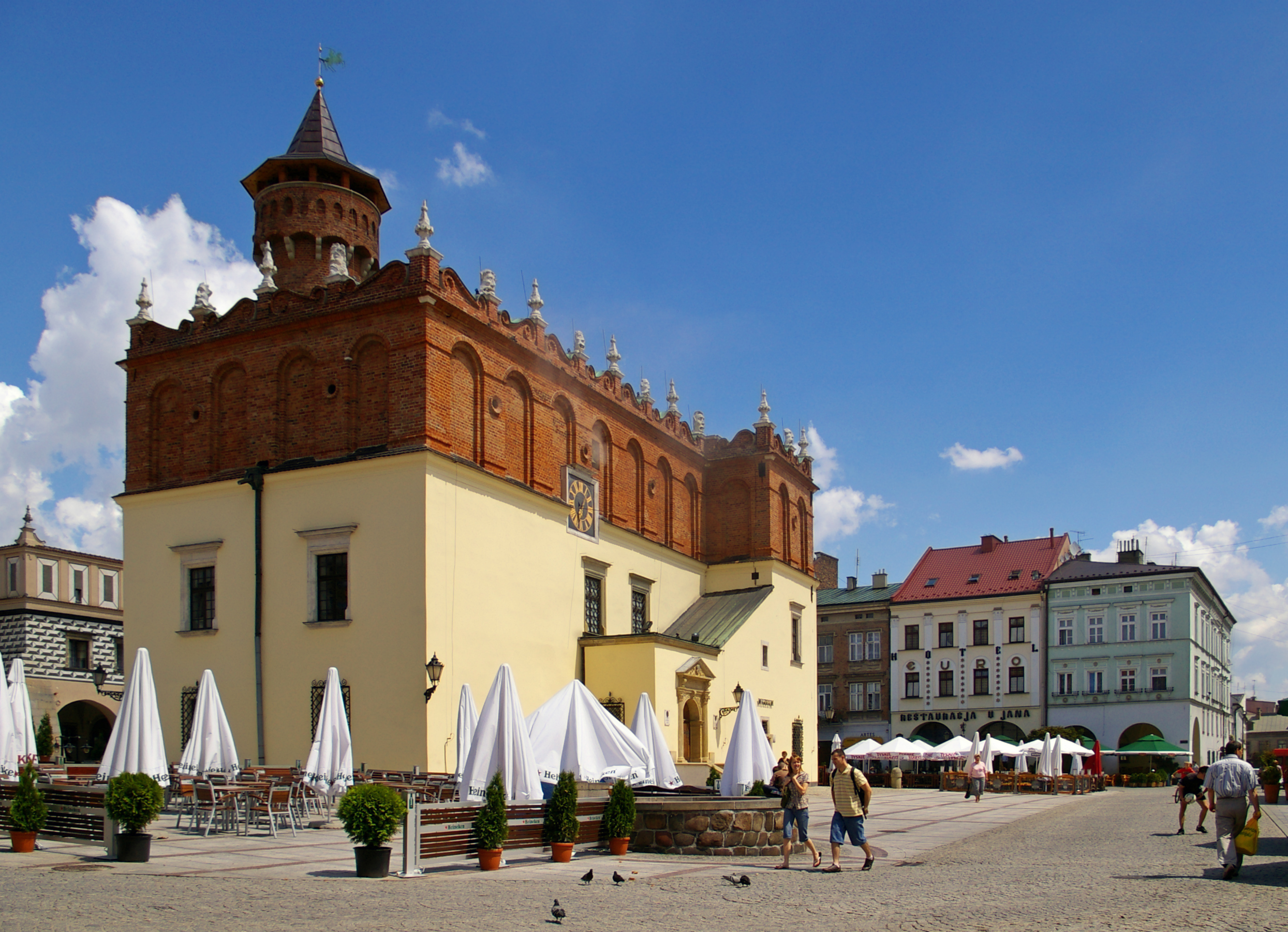
Praça principal e Câmara Municipal em Tarnów

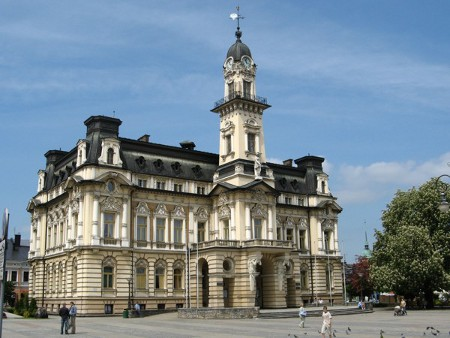
Câmara Municipal em Nowy Sącz

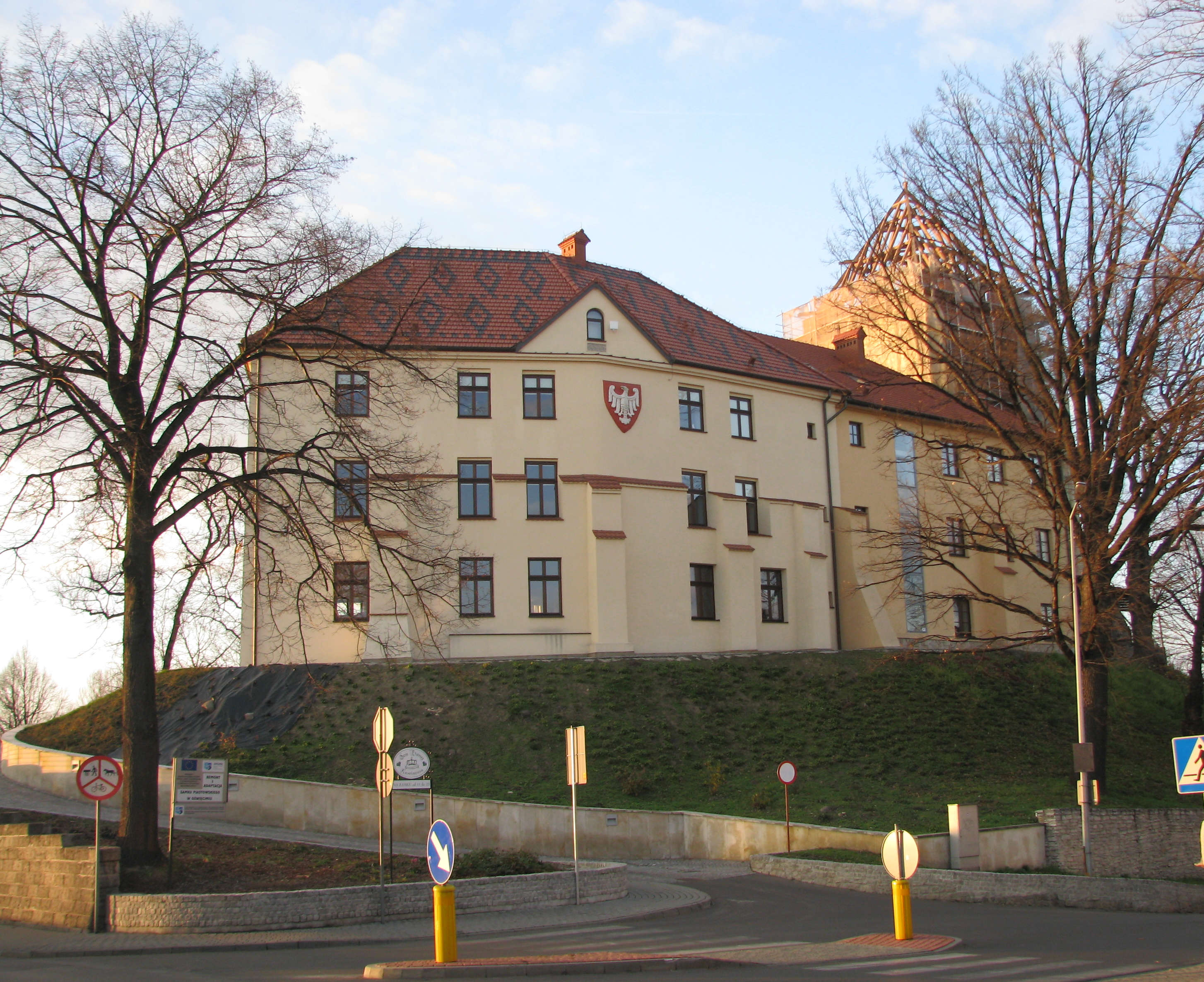
O castelo restaurado do príncipe em Oświęcim

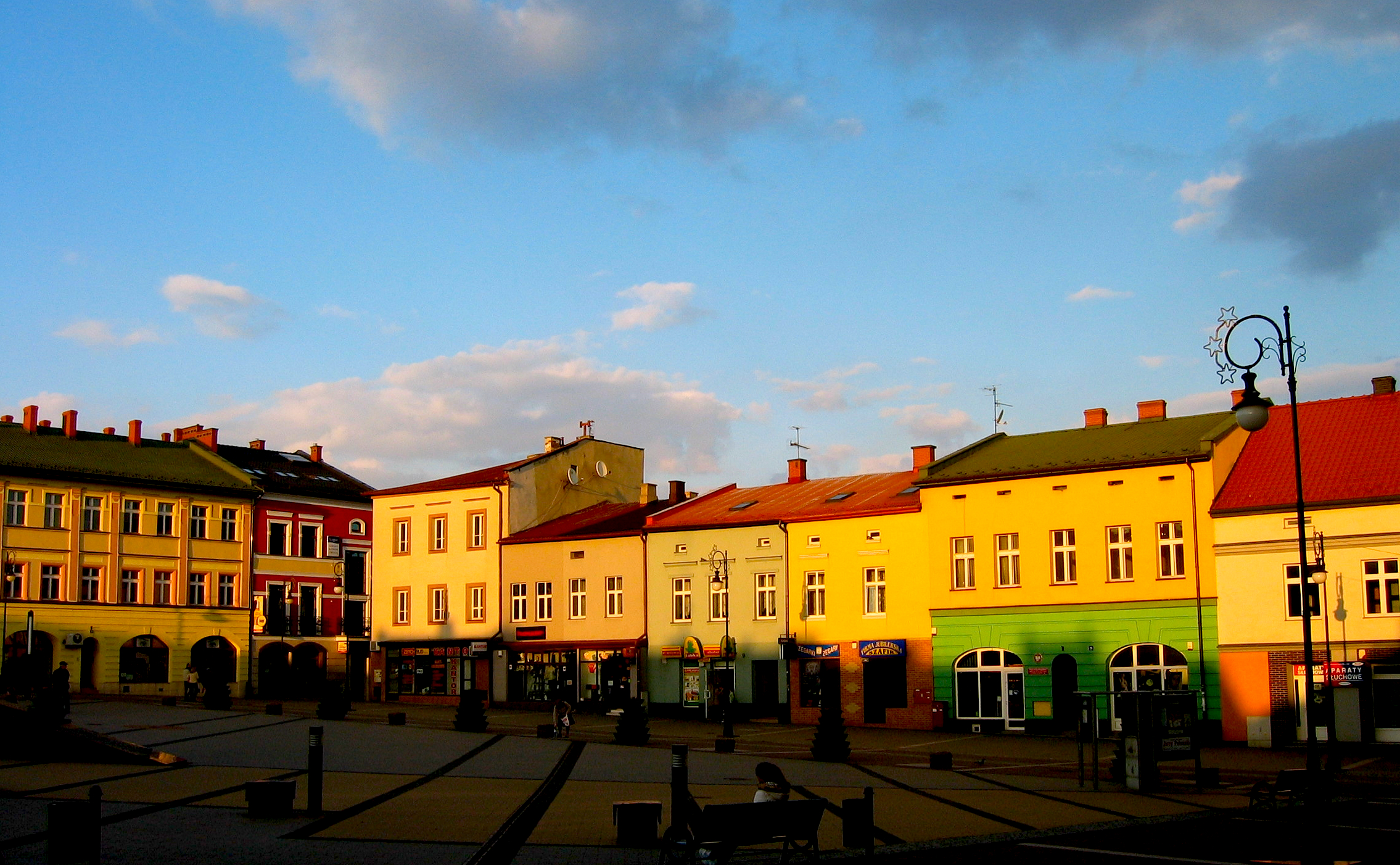
Praça principal em Chrzanów

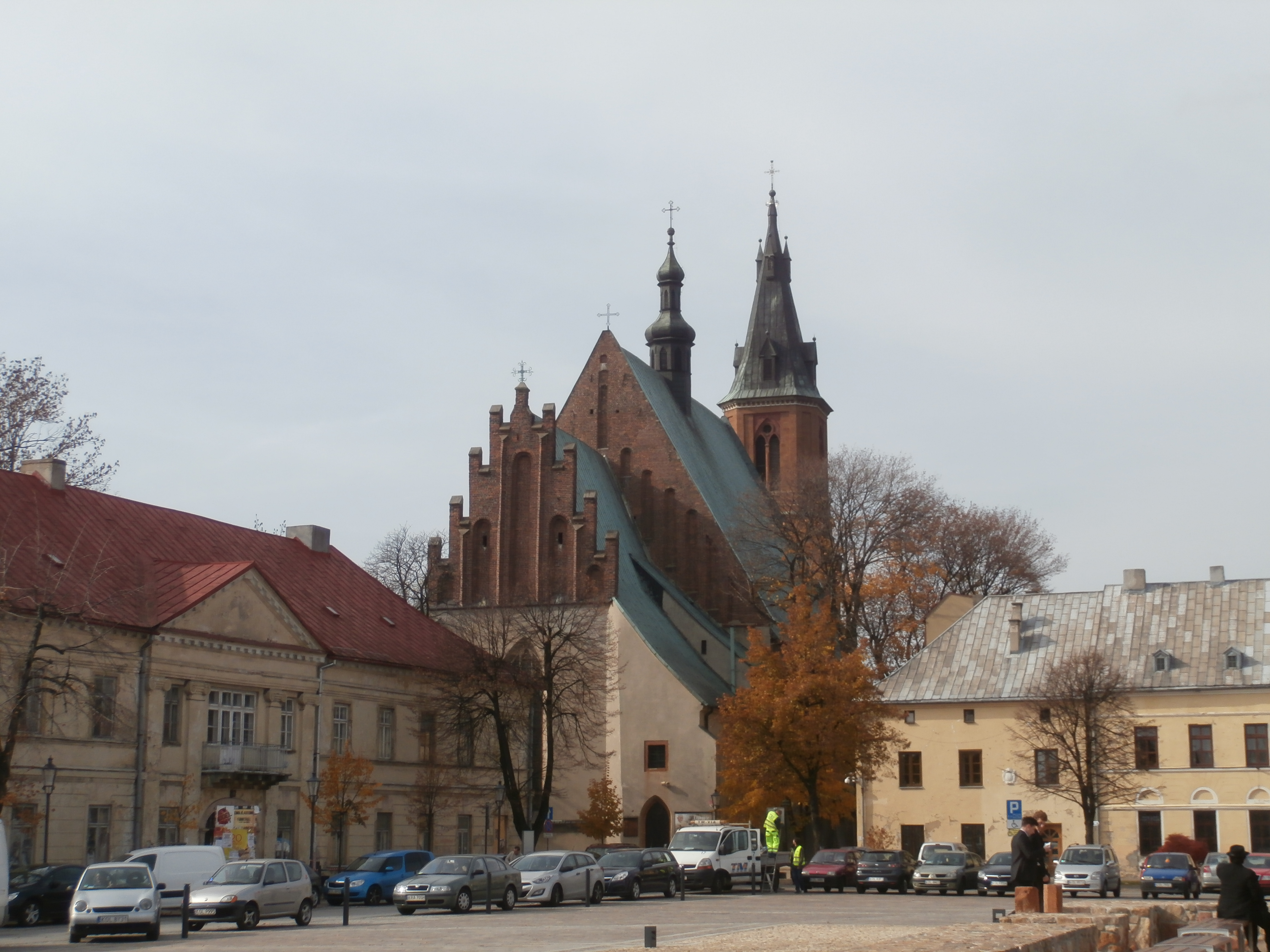
Basílica Colegiada de Santo André Apóstolo em Olkusz

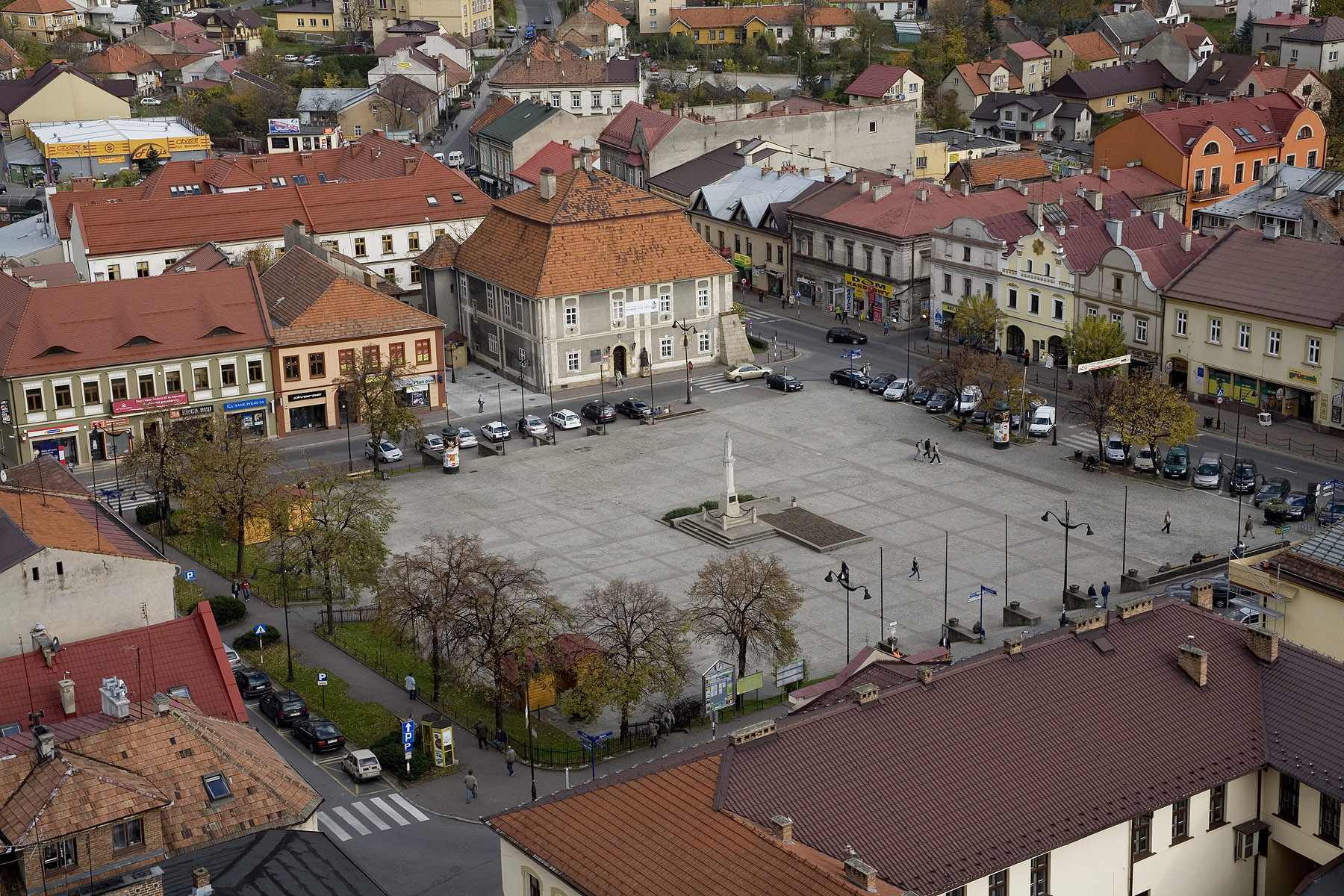
Praça principal em Bochnia

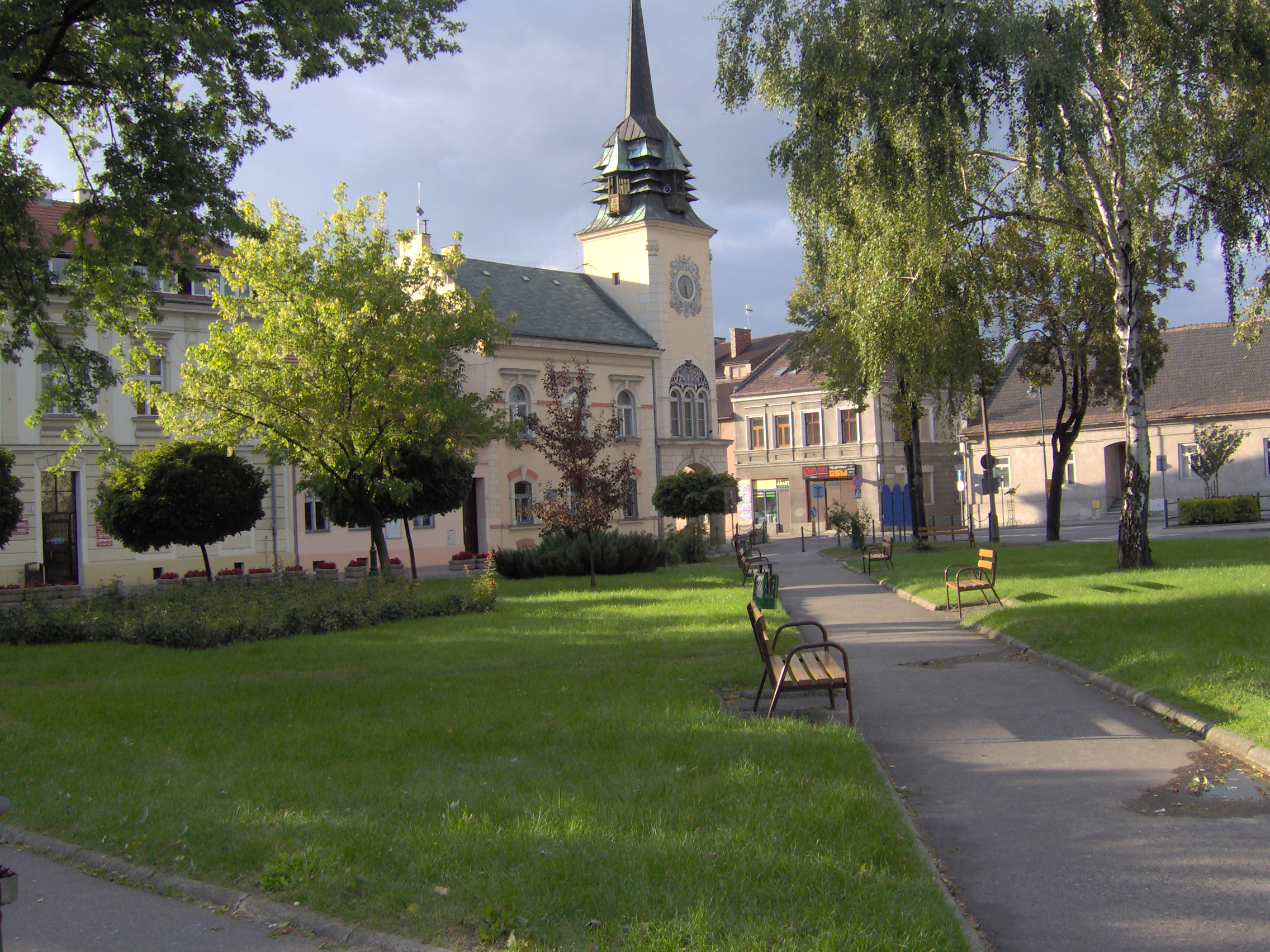
Câmara Municipal em Skawina

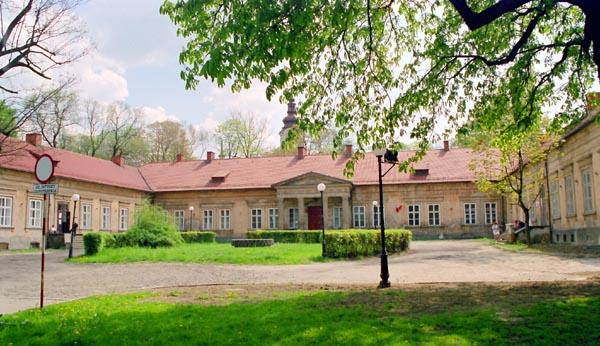
Palácio Bobrowski em Andrychów

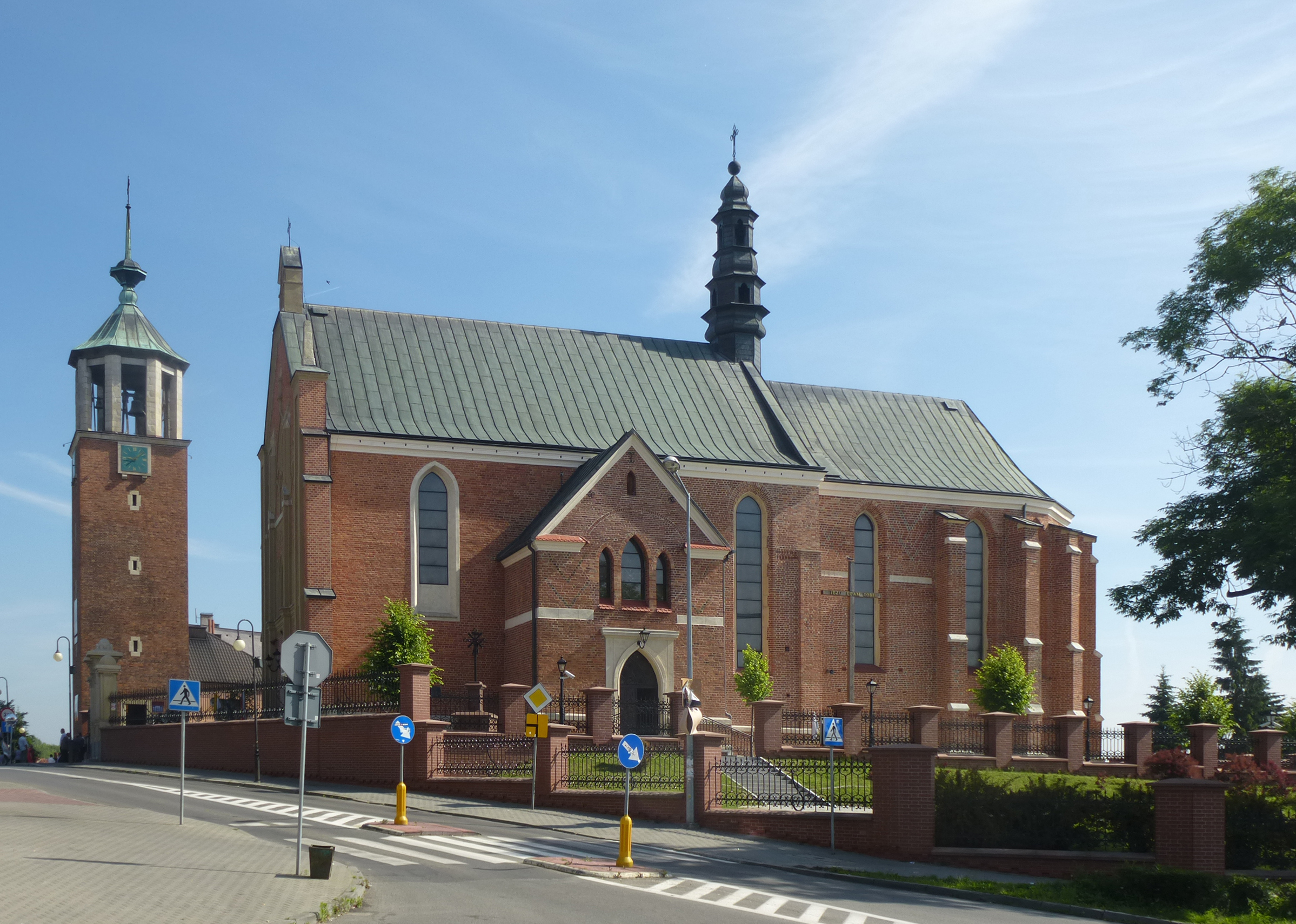
Igreja paroquial em Proszowice

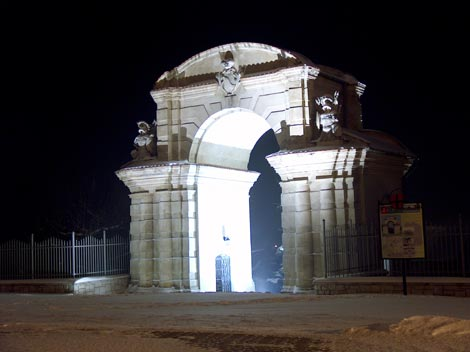
Portão de entrada do Palácio Lubomirski em Dąbrowa Tarnowska

Existem 62 cidades na voivodia da Pequena Polônia, incluindo 3 cidades com direitos de condado. As cidades foram classificadas de acordo com o número de habitantes. De acordo com o Escritório Central de Estatística da Polônia em 1 de janeiro de 2009, população em 31 de dezembro de 2014.
|    | Brasão | Cidade                          | População (31 de dezembro de 2014) | Área (km²) | Densidade populacional (hab./km²) |
| -- | ------ | ------------------------------- | ---------------------------------- | ---------- | --------------------------------- |
| 1  |        | Cracóvia                        | 761 873                            | 326,80     | 2331                              |
| 2  |        | Tarnów                          | 111 376                            | 72,38      | 1539                              |
| 3  |        | Nowy Sącz                       | 83 853                             | 57,06      | 1470                              |
| 4  |        | Oświęcim                        | 39 444                             | 30,30      | 1302                              |
| 5  |        | Chrzanów                        | 37 898                             | 38,31      | 989                               |
| 6  |        | Olkusz                          | 36 477                             | 25,66      | 1422                              |
| 7  |        | Nowy Targ                       | 33 598                             | 50,42      | 666                               |
| 8  |        | Bochnia                         | 30 104                             | 29,89      | 1007                              |
| 9  |        | Gorlice                         | 28 255                             | 23,56      | 1199                              |
| 10 |        | Zakopane                        | 27 556                             | 84,35      | 327                               |
| 11 |        | Skawina                         | 24 203                             | 20,48      | 1182                              |
| 12 |        | Wieliczka                       | 21 676                             | 13,37      | 1621                              |
| 13 |        | Andrychów                       | 20 993                             | 10,28      | 2042                              |
| 14 |        | Trzebinia                       | 20 127                             | 31,30      | 640                               |
| 15 |        | Wadowice                        | 19 254                             | 10,63      | 1811                              |
| 16 |        | Kęty                            | 19 062                             | 23,14      | 824                               |
| 17 |        | Myślenice                       | 18 346                             | 30,14      | 609                               |
| 18 |        | Libiąż                          | 17 284                             | 35,88      | 482                               |
| 19 |        | Brzesko                         | 17 090                             | 11,73      | 1457                              |
| 20 |        | Limanowa                        | 15 078                             | 18,64      | 809                               |
| 21 |        | Rabka-Zdrój                     | 13 082                             | 36,59      | 358                               |
| 22 |        | Dąbrowa Tarnowska               | 11 881                             | 23,07      | 515                               |
| 23 |        | Miechów                         | 11 830                             | 15,49      | 764                               |
| 24 |        | Brzeszcze                       | 11 560                             | 19,17      | 603                               |
| 25 |        | Niepołomice                     | 11 201                             | 27,08      | 414                               |
| 26 |        | Krynica-Zdrój                   | 10 992                             | 40,17      | 274                               |
| 27 |        | Bukowno                         | 10 336                             | 63,42      | 163                               |
| 28 |        | Krzeszowice                     | 10 173                             | 16,84      | 604                               |
| 29 |        | Sucha Beskidzka                 | 9414                               | 27,46      | 343                               |
| 30 |        | Chełmek                         | 9198                               | 8,31       | 1101                              |
| 31 |        | Stary Sącz                      | 9040                               | 16,56      | 546                               |
| 32 |        | Wolbrom                         | 8823                               | 9,81       | 899                               |
| 33 |        | Mszana Dolna                    | 7890                               | 27,10      | 291                               |
| 34 |        | Tuchów                          | 6724                               | 18,15      | 370                               |
| 35 |        | Sułkowice                       | 6537                               | 16,46      | 398                               |
| 36 |        | Dobczyce                        | 6449                               | 12,97      | 497                               |
| 37 |        | Proszowice                      | 6158                               | 7,21       | 854                               |
| 38 |        | Grybów                          | 6063                               | 17,00      | 357                               |
| 39 |        | Maków Podhalański               | 5980                               | 20,04      | 298                               |
| 40 |        | Szczawnica                      | 5972                               | 32,90      | 182                               |
| 41 |        | Piwniczna-Zdrój e Łomnica Zdrój | 5967                               | 38,30      | 156                               |
| 42 |        | Jordanów                        | 5305                               | 20,92      | 254                               |
| 43 |        | Muszyna                         | 5028                               | 23,96      | 210                               |
| 44 |        | Biecz                           | 4728                               | 17,80      | 266                               |
| 45 |        | Kalwaria Zebrzydowska           | 4603                               | 5,50       | 837                               |
| 46 |        | Słomniki                        | 4402                               | 3,34       | 1318                              |
| 47 |        | Żabno                           | 4214                               | 11,12      | 379                               |
| 48 |        | Szczucin                        | 4189                               | 6,84       | 612                               |
| 49 |        | Skała                           | 3800                               | 2,97       | 1279                              |
| 50 |        | Zator                           | 3700                               | 11,53      | 321                               |
| 51 |        | Alwernia                        | 3435                               | 8,87       | 387                               |
| 52 |        | Wojnicz                         | 3401                               | 8,50       | 400                               |
| 53 |        | Bobowa                          | 3006                               | 7,20       | 416                               |
| 54 |        | Ryglice                         | 2870                               | 25,08      | 114                               |
| 55 |        | Nowy Wiśnicz                    | 2767                               | 5,05       | 548                               |
| 56 |        | Radłów                          | 2766                               | 16,17      | 171                               |
| 57 |        | Ciężkowice                      | 2496                               | 9,99       | 250                               |
| 58 |        | Świątniki Górne                 | 2400                               | 4,44       | 541                               |
| 59 |        | Czchów                          | 2364                               | 14,08      | 168                               |
| 60 |        | Nowe Brzesko                    | 1667                               | 7,30       | 228                               |
| 61 |        | Zakliczyn                       | 1661                               | 4,02       | 413                               |
| 62 |        | Koszyce                         | 860                                | –          | –                                 |

## Demografia
| Descrição                         | Total     | Total | Mulheres  | Mulheres | Homens    | Homens |
| --------------------------------- | --------- | ----- | --------- | -------- | --------- | ------ |
| Unidade                           | pessoas   | %     | pessoas   | %        | pessoas   | %      |
| População                         | 3 364 176 | 100   | 1 731 947 | 51       | 1 632 229 | 49     |
| Densidade populacional [hab./km²] | 222       | 222   | 114       | 114      | 108       | 108    |

- Pirâmide etária dos habitantes da voivodia da Pequena Polônia.[6]

### Minorias nacionais e grupos étnicos
A voivodia da Pequena Polônia é habitada por representantes de quatro minorias nacionais: eslovacos, ucranianos, judeus e armênios.
De acordo com o censo de 2002, entre os cidadãos poloneses que viviam na voivodia havia:
- Eslovacos - 1 572 pessoas (no país - 1 710),
- Ucranianos - 472 pessoas,
- Judeus - 50 pessoas,
- Armênios - 22 pessoas.

Os dados estatísticos acima, coletados com base no censo, são baseados em fatores subjetivos, como autodeterminação, o sentimento de pertencer a um determinado grupo minoritário, e não necessariamente dependentes de categorias como, por exemplo, afiliação linguística ou religiosa.
A voivodia da Pequena Polônia é habitada por representantes de dois grupos étnicos: lemkos e ciganos.
As estatísticas oficiais mostram que 1 678 ciganos vivem na voivodia da Pequena Polônia. A primeira menção histórica que pode ser feita aos ciganos na Polônia data de 1401 e diz respeito ao cidadão Cigan que viveu em Podgórze, perto de Cracóvia. Naquela época, os ciganos chegaram à Polônia vindos do sul, da Hungria, de onde vieram dos Bálcãs. Sua pátria é a Índia, de onde emigraram por volta do século X.
Os ciganos na Polônia são divididos, dependendo de sua atitude para com as tradições nômades, em um grupo que se estabeleceu nos Cárpatos e grupos itinerantes. Os ciganos dos Cárpatos (o nome dado pelos estudiosos) eram chamados por outros de ciganos da montanha - bergitka roma, bergare, bergary. Com o tempo, eles adotaram esse nome como seu. Entre os errantes (desde 1964 começaram a instalar-se sob pressão administrativa), o grupo mais numeroso são os roma poloneses, que vieram da Europa Ocidental para a Polônia no século XVI. No século XIX, grupos de kełderasza (kelderari, kalderari - kotlar) e lovars (koniarzy) vieram da área da atual Romênia.

## Religião
Na voivodia, estão a Arquidiocese Católica Romana de Cracóvia e a Diocese Bielsko-Żywiec (parte), Diocese de Kielce (parte), Diocese de Tarnów (parte), Diocese de Sosnowiec (Metrópole de Częstochowa) (parte), Diocese de Rzeszówiec (parte) Metrópole (parte). Há também a Igreja Greco-Católica na Polônia, Velha Igreja Católica e a Igreja Autocéfala Ortodoxa Polonesa. O protestantismo é representado por: Igreja Evangélica de Augsburgo, Igreja Evangélica Reformada, Igreja Evangélica Metodista, Igreja Batista, Igreja Adventista do Sétimo Dia, Igreja de Deus, Igreja de Deus em Cristo, Igreja Evangélica "Missão da Graça", Igreja Pentecostal na Polônia, Igreja dos Cristãos Livres , Comunidade Cristã Pentecostal, Igreja Cristã Evangélica na Polônia, Comunidade Cristã do Gólgota, Igreja Cristã do Dia de Sábado, Comunidade Evangélica Pentecostal e Igreja Remonstrante Polonesa. Existem também as Testemunhas de Jeová, o Movimento Missionário Leigo Epifania, a Associação de Estudantes da Bíblia Gratuita e A Igreja de Jesus Cristo dos Santos dos Últimos Dias. A atividade é conduzida pela Comunidade Religiosa Judaica em Cracóvia e Beit Cracóvia, bem como pela Liga Muçulmana, a Escola de Zen Kwan Um na Polônia, o Sanga Zen dos alunos do Mestre Kaisen, a Comunidade Budista Triratna, a Associação Budista Karma Kamtzang e a Associação Budista Karma Kagyu Diamond Way

## Administração e política

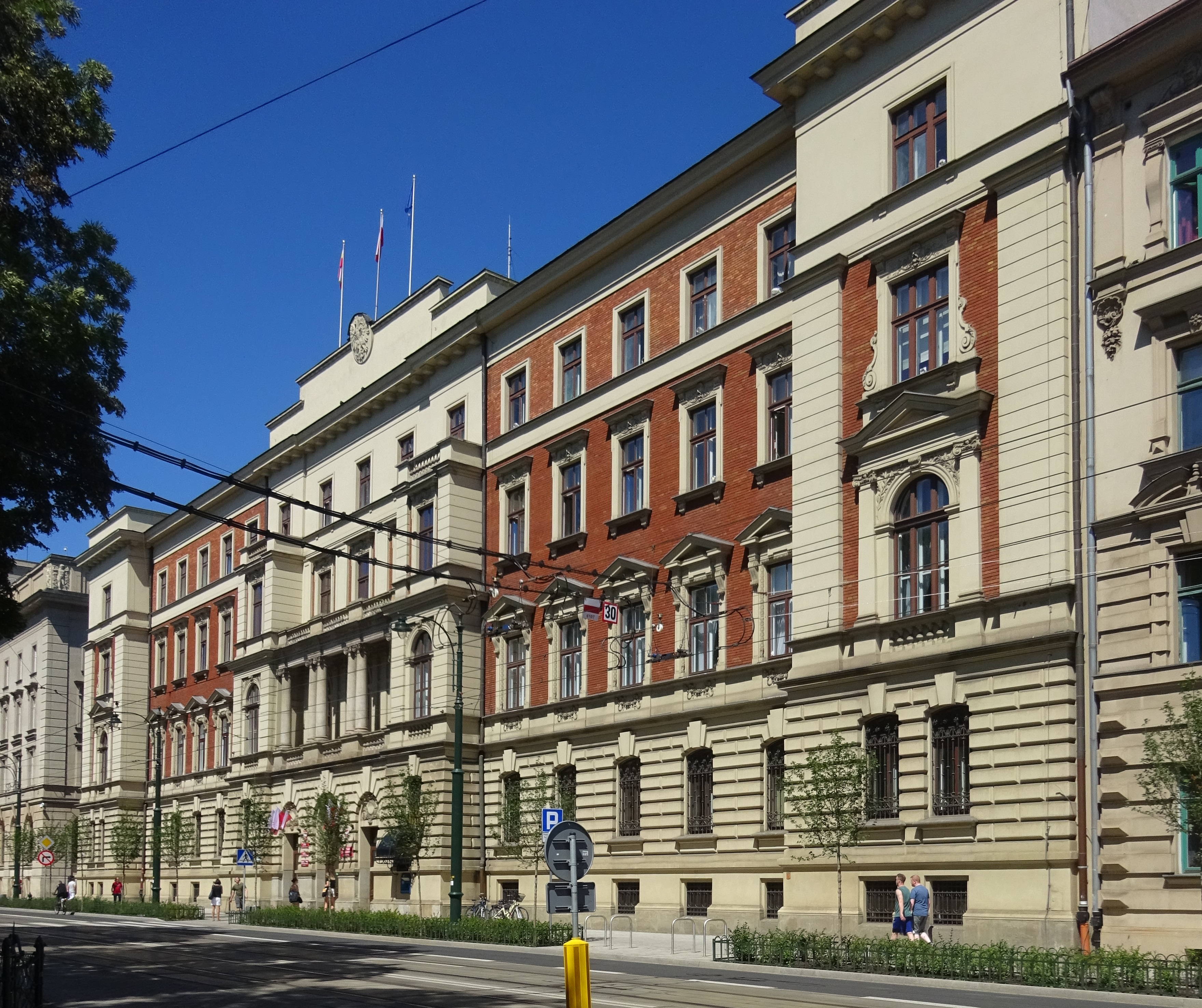
O edifício do gabinete da voivodia da Pequena Polônia em Cracóvia

### Autogoverno provincial
O órgão de tomada de decisão do governo local é o Seymik da Voivodia da Pequena Polônia, composto por 39 conselheiros. A sede do conselho da voivodia é Cracóvia. O Sejmik elege o corpo executivo do governo local, que é o conselho da voivodia, composto por 5 membros com seu presidente, o marechal.
A divisão dos clubes no Parlamento da voivodia da Pequena Polônia (junho de 2019):
| Clube                      | Número de vereadores |
| -------------------------- | -------------------- |
| Lei e Justiça              | 24/39                |
| Plataforma Cívica          | 11/39                |
| Partido Popular da Polônia | 4/39                 |

Marechais
- de 1998 até 2002 Marek Nawara
- de 2002 até 2006 Janusz Sepioł
- de 2006 até 2010 Marek Nawara
- de 2010 até 2015 Marek Sowa
- de 2015 até 2018 Jacek Krupa
- de 2018 Witold Kozłowski

### Administração governamental
A autoridade local da administração governamental é o voivoda da Pequena Polônia, nomeada pelo primeiro-ministro. A sede do voivoda é Cracóvia, onde o gabinete da voivodia da Pequena Polônia em Cracóvia está localizado na rua Basztowa, 22. Também há escritórios regionais em Tarnów e Nowy Sącz.
As delegações dos gabinetes regionais cobrem a área de operação:
- A delegação em Nowy Sącz nos seguintes condados: Gorlicki, Limanowski e Nowosądecki, e a cidade de Nowy Sącz;
- A delegação em Tarnów nos seguintes condados: Bochnia, Brzeg, Dąbrowski e Tarnów e a cidade de Tarnów.

Voivodas da Pequena Polônia
- Ryszard Masłowski de 1999 até 2001
- Jerzy Adamik de 2001 até 2005
- Witold Kochan de 2005 até 2006
- Maciej Klima de 2006 até 2007
- Jerzy Miller de 2007 até 2009
- Stanisław Kracik de 2009 até 2011
- Jerzy Miller de 2011 até 2015
- Józef Pilch de 2015 até 2017
- Piotr Ćwik de 2017 até 2020
- Łukasz Kmita de 2020

### Política
Os habitantes da voivodia elegem um total de 41 deputados para o Sejm em quatro distritos eleitorais: N.º 12, 13, 14 e 15, 8 senadores em distritos eleitorais uninominais: 30, 31, 32, 33, 34, 35, 36 e 37 e 7 Eurodeputados do eleitorado N.º 10, também cobrindo a voivodia de Santa Cruz.

### Cooperação do governo local
Existem três eurorregiões na voivodia:
- Eurorregião Tatry - ao sul
- Eurorregião Beskidy - no sudoeste
- Eurorregião dos Cárpatos - no leste

## Natureza

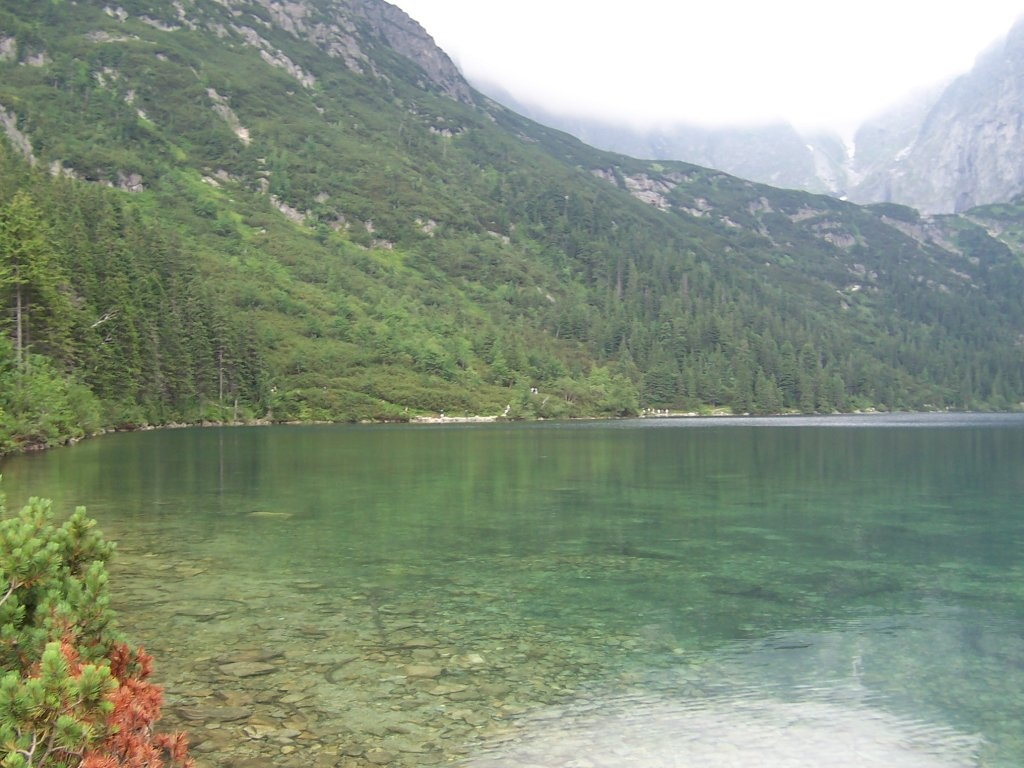
Morskie Oko

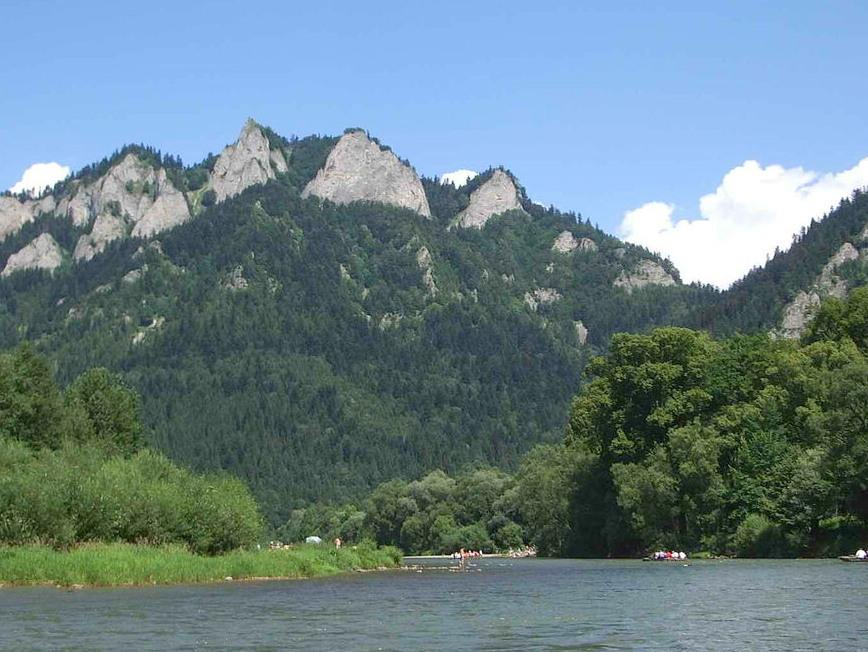
Três coroas de Dunajec

### Proteção ambiental
A voivodia da Pequena Polônia possui condições naturais variadas e um ambiente natural em grande parte não poluído. O mundo da flora e da fauna é rico. Uma prova indireta deste estado de coisas é o número de áreas protegidas localizadas na Pequena Polônia:
- 6 parques nacionais
  - Parque Nacional Babiogórski
  - Parque Nacional Gorczański
  - Parque Nacional Magura (pequena parte; sede da gestão na voivodia da Subcarpácia)
  - Parque Nacional Ojcow
  - Parque Nacional Pieniny
  - Parque Nacional Tatra
- 11 parques paisagísticos - Parque paisagístico de Beskid Mały, Parque paisagístico Bielańsko-Tyniecki, Parque paisagístico Ciężkowicko-Rożnów, Parque paisagístico Dłubnia, Parque paisagístico dos vales de Cracóvia, Parque paisagístico Ninhos das Águias, Parque paisagístico Pasma Brzanki, Parque paisagístico de Popradzki, Parque paisagístico de Rudniaski, Paisagem de Tenczyń, Parque paisagístico de Wiśnicz-Lipnica,
- 84 reservas naturais
- 2 189 monumentos naturais

### Florestas

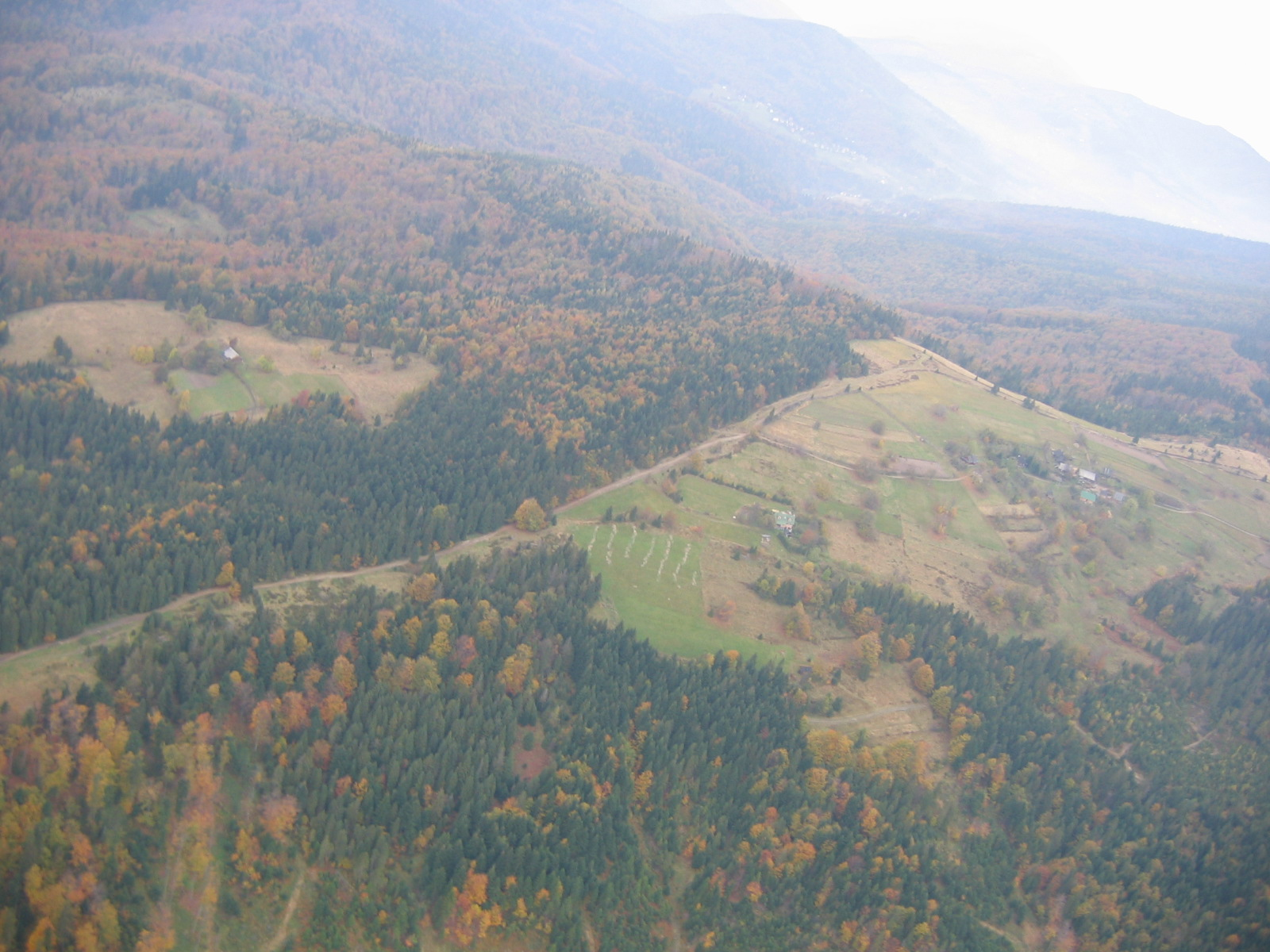
Parte oriental de Beskid Mały

Na voivodia da Pequena Polônia, as florestas cobrem uma área de 434,3 mil hectares, que representa 28,6% de sua área. 27,1 mil ha. de florestas está localizado dentro de parques nacionais (31 de dezembro de 2012).
A diversidade de tipos de solo, bem como a diferença na localização da terra em relação ao nível do mar, resulta em uma diversidade muito grande de florestas da Pequena Polônia - de florestas de planície, por habitats de terras altas a florestas de alta montanha.
Os povoamentos mais característicos da Pequena Polônia são as florestas de faias, que cobrem, entre outras, uma grande parte dos Besquides, bem como velhos abetos, por exemplo o característico Tatra "smreki". Um valioso complexo florestal na voivodia da Pequena Polônia é a Floresta Niepołomice - o único fragmento remanescente de um enorme complexo que se estendia há várias centenas de anos a leste de Cracóvia. Ladislau II Jagelão costumava caçar nele, e mais tarde a Rainha Bona. Um rebanho de bisões vive na Floresta Niepołomicka até hoje.
Existem vários fragmentos de floresta primária na voivodia da Pequena Polônia, localizada nas montanhas Pieniny, no Parque Nacional Babia Góra, nas montanhas Tatra e nas montanhas Beskid Sądecki. Essas florestas são um refúgio para espécies ameaçadas de plantas e animais; não apenas aqueles cujos nomes são conhecidos apenas por especialistas, mas também os mais famosos: edelvaisse, açafrão, e entre os animais: águia-real, marmota, camurça. Nas florestas da Pequena Polônia, você pode encontrar cogumelos como a pinheira-vermelha e o boleto, bem como mirtilos e outras frutas da floresta.

### Deserto

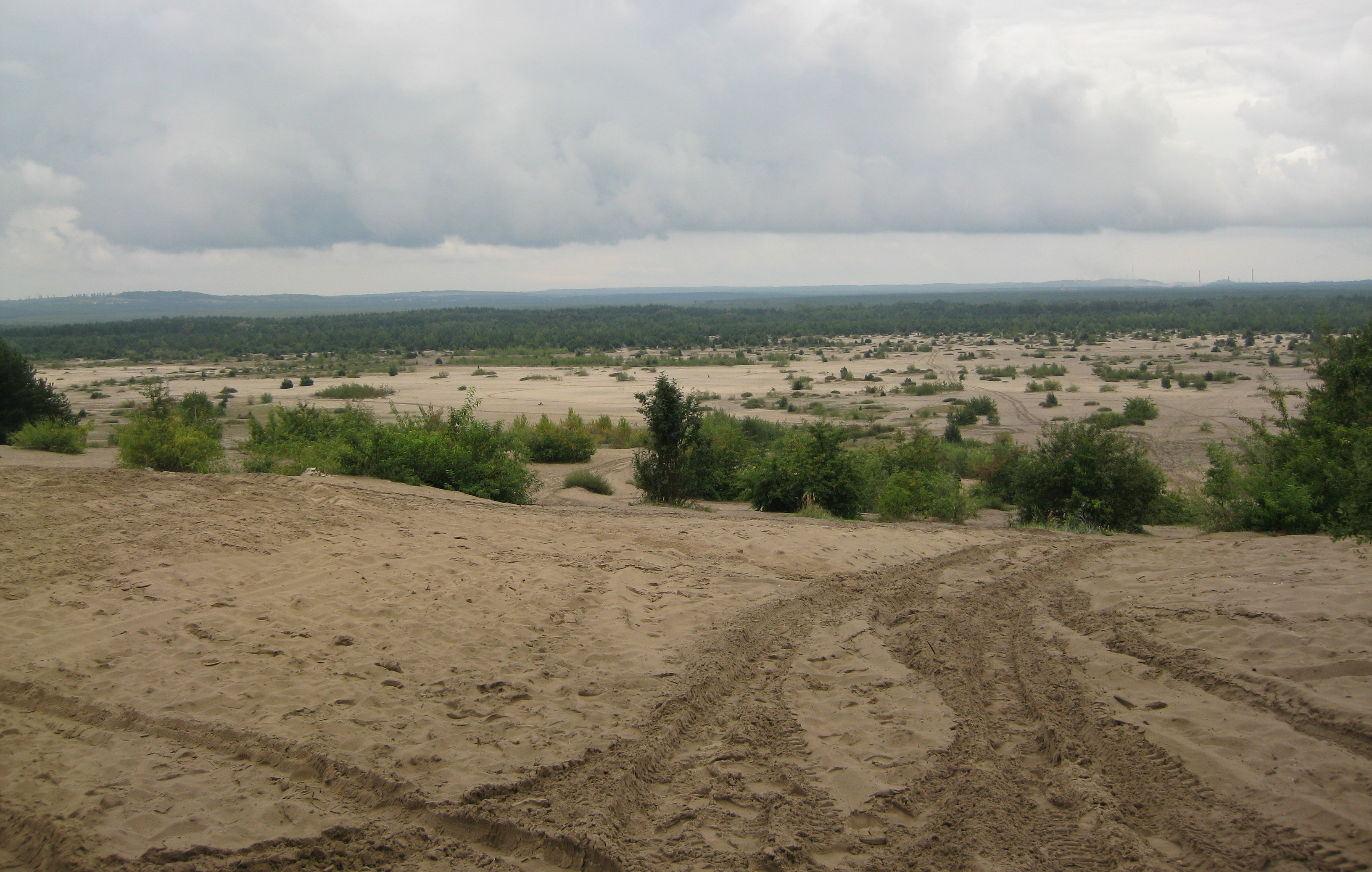
Deserto de Błędów

Há um deserto na voivodia da Pequena Polônia - localizado a oeste de Olkusz, que se estende entre as cidades de Klucze, Chechło e Błędów. Embora as areias do deserto de Błędów possam aquecer até 70 °C no verão, esta área não é um deserto no sentido climático. Portanto, as tentativas de plantar com vegetação nas décadas de 1950 e 1960 foram bem-sucedidas. Com isso, quem quiser visitar o deserto deve se apressar: sua área diminui a cada ano e passou de 80 km² para cerca de 30 km².

## Calendário histórico

### Antiguidade
- Século IV a.C. - século IV d.C. O período de colonização celta
- Século I a IV - período de influência romana
- Século V - fim da colonização celta

### Idade Média

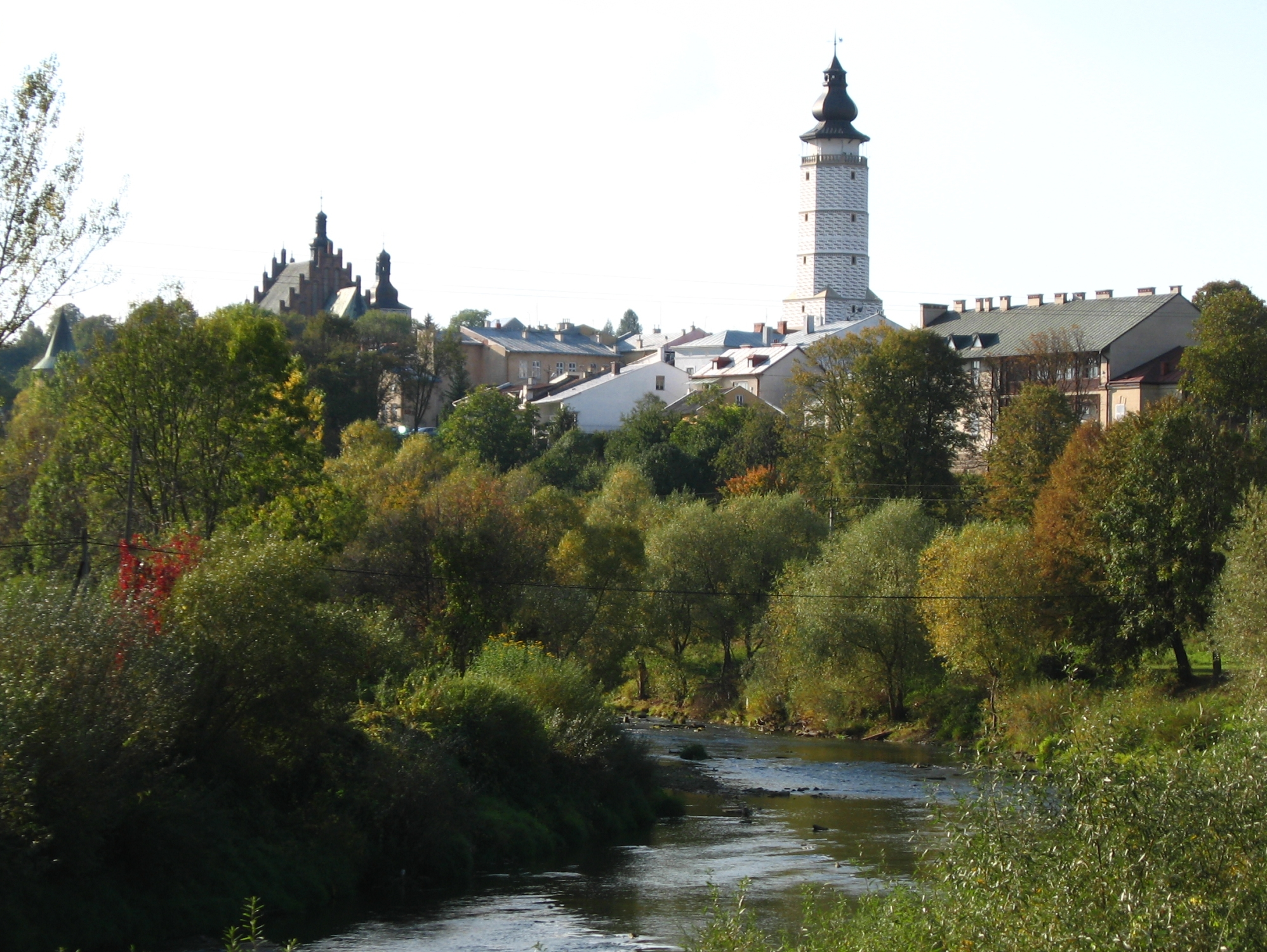
Vista da cidade velha de Biecz

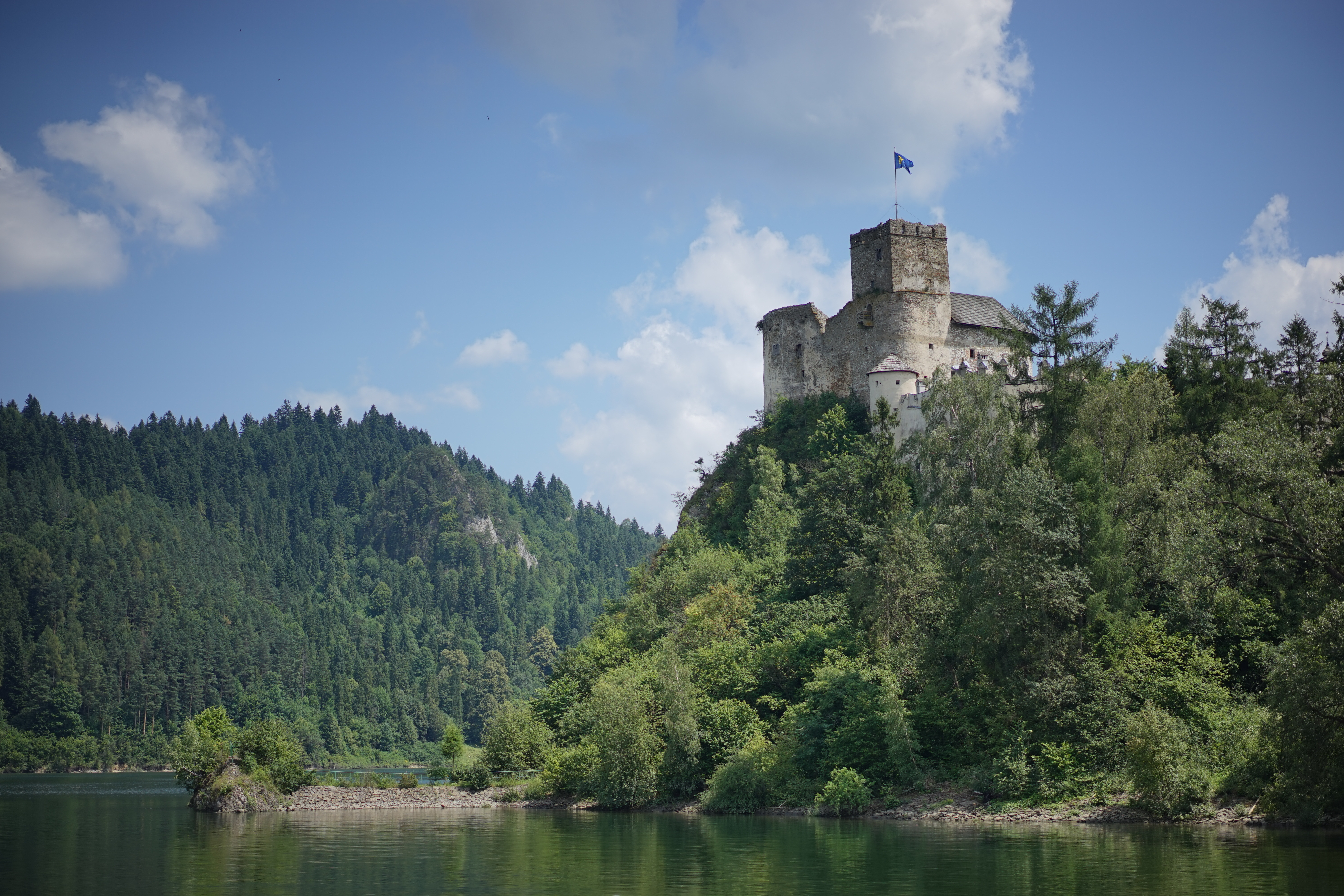
Castelo em Niedzica

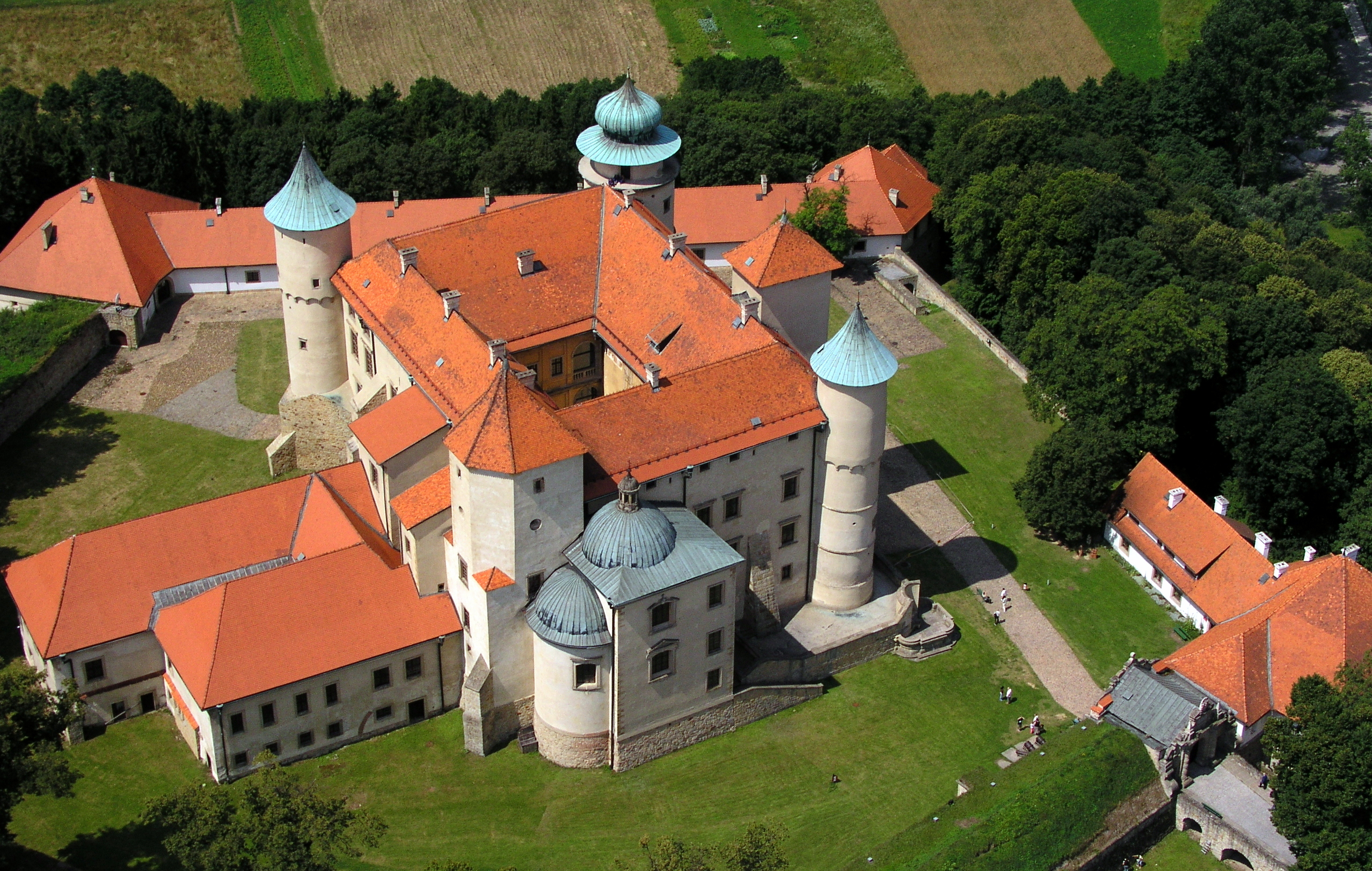
Castelo em Nowy Wiśnicz

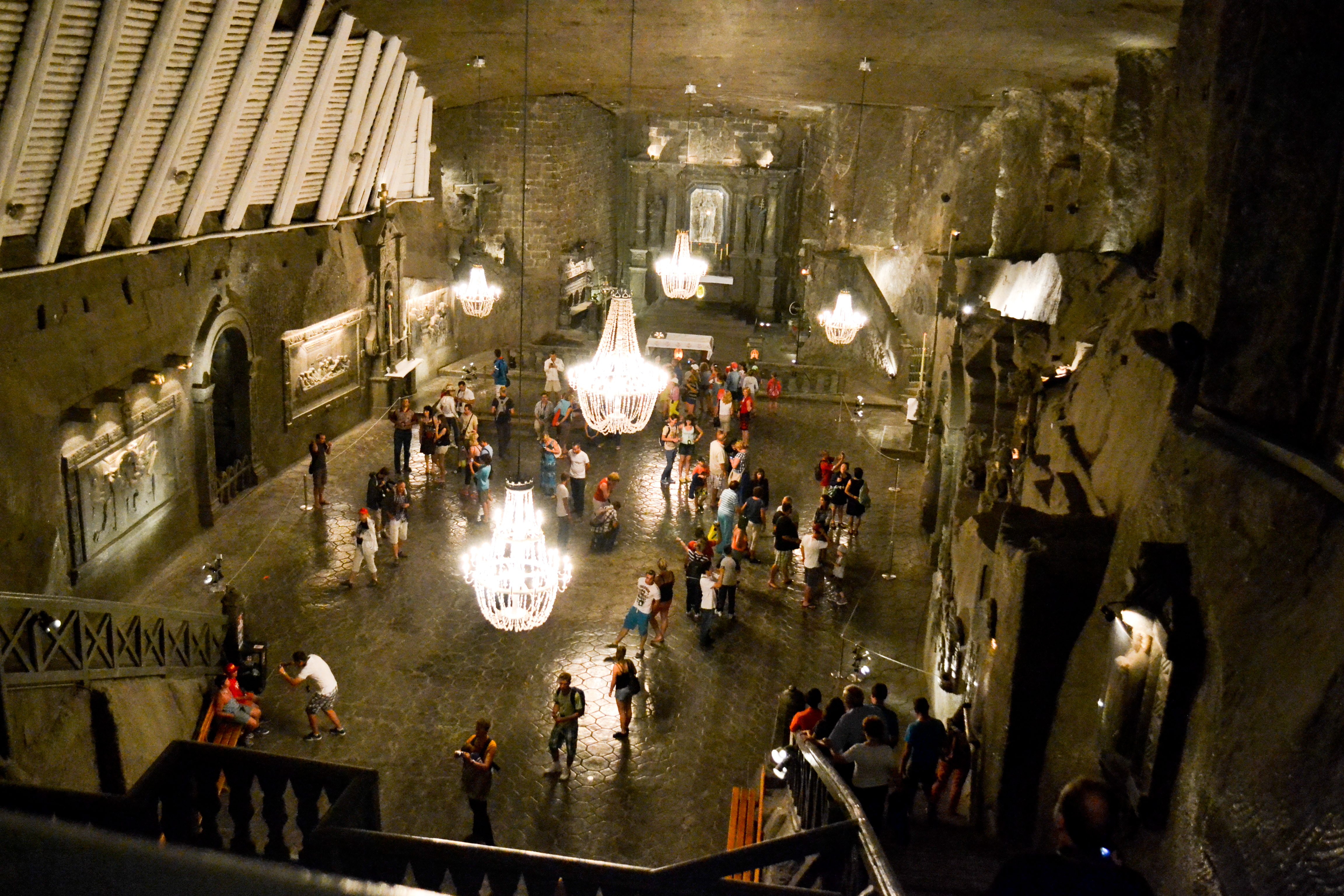
Mina de sal em Wieliczka

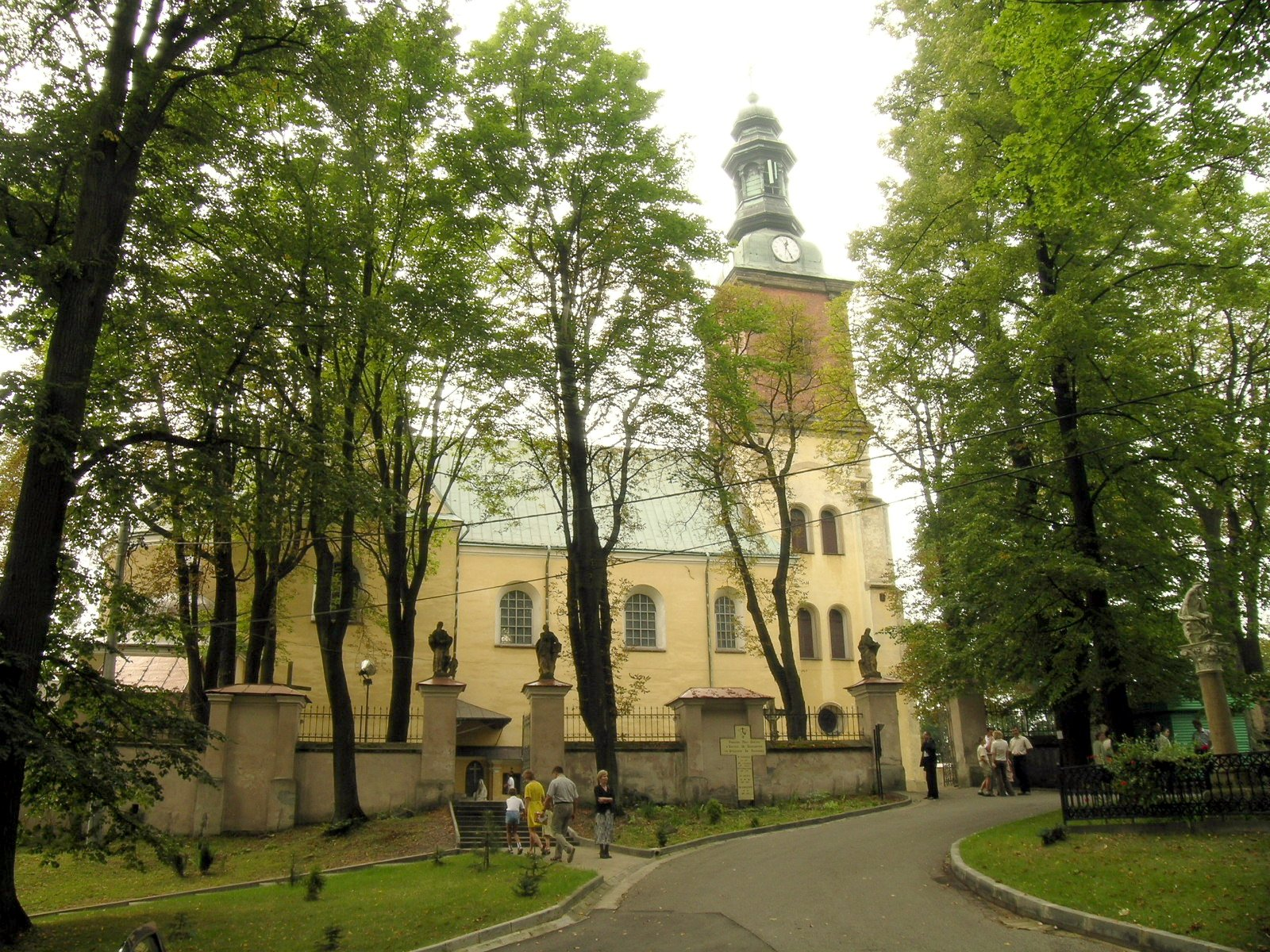
Mosteiro e Igreja dos bernardinos em Alwernia

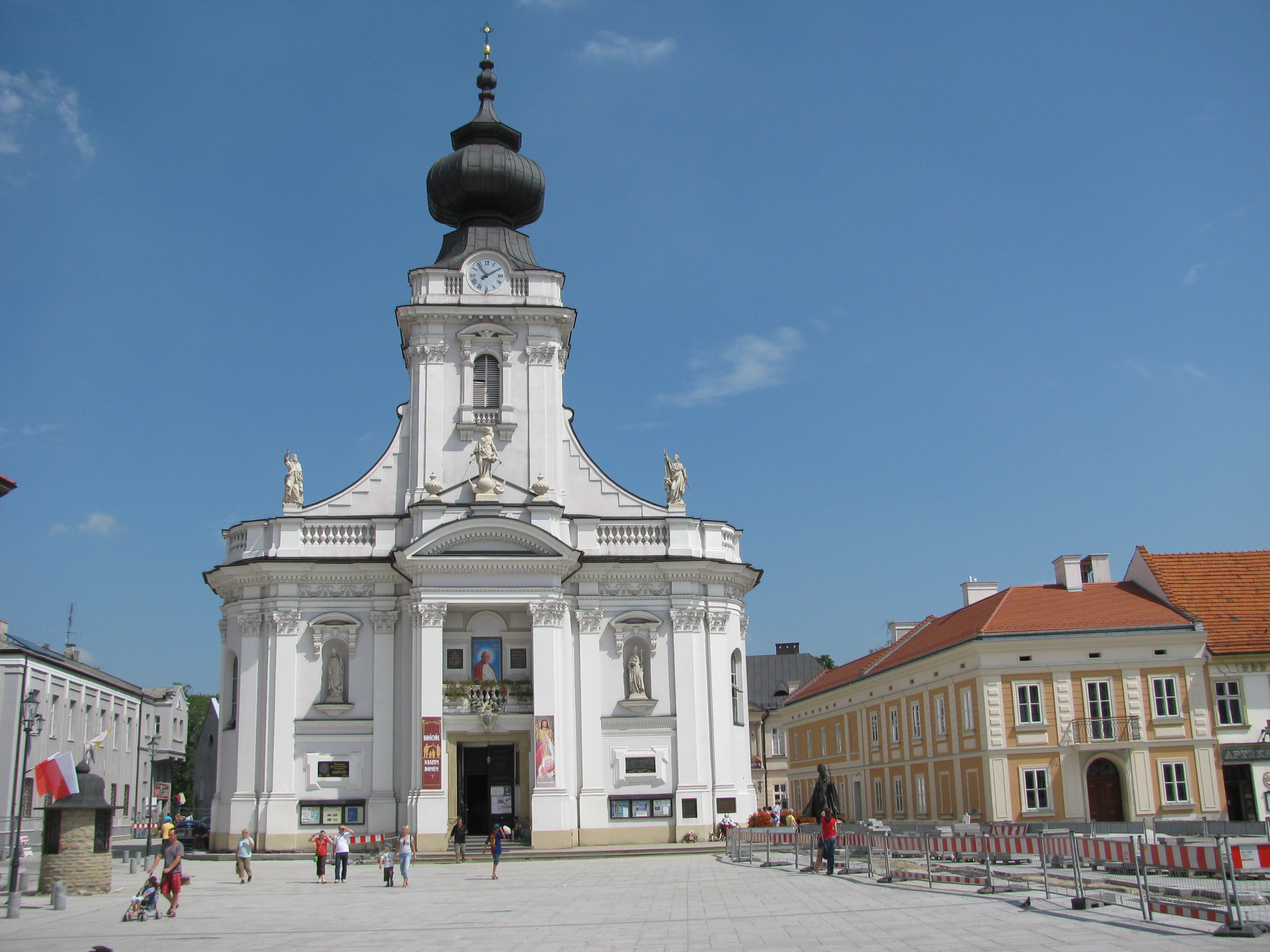
Basílica da Virgem Maria e casa da família de São João Paulo II em Wadowice

- Séculos VI - VII - os eslavos se estabelecem na bacia do alto Vístula
- Século VIII - fundação do castelo na Colina Wawel
- Século IX - fundação de Podegrodzie
- 890 - grande invasão da Morávia, cristianização das tribos da Pequena Polônia
- 990 - conquista de Cracóvia e das terras da bacia do alto Vístula pelo príncipe polano Miecislau
- 1072 - Estanislau de Szczepanów tornou-se bispo
- 1088 - adoração a Santo Estanislau
- 1138 - Boleslau III da Polônia, emitiu um ato sucessório antes de sua morte.
- 1184 - Floriano de Lauríaco torna-se um Santo da Pequena Polônia
- 1222 - bispo Iwo Odrowąż
- 1225 - Cistercienses perto de Cracóvia
- 1237 - mosteiro franciscano em Cracóvia
- 1241 - invasão tártara da Pequena Polônia
- 1251 - mina de sal Bochnia
- 1253 - canonização de Santo Estanislau de Szczepanów
- 1257 - Cracóvia recebeu o ato de localização
- 1259 - Pequena Polônia foi atingida por um terremoto
- 1292 - ato de concessão de locação para a cidade de Nowy Sącz
- 1306 - Vladislau ocupou o distrito de Cracóvia e começou o trabalho de unificar o Estado polonês
- 1320 - coroação de Vladislau I, como Rei da Polônia. Cracóvia se tornou uma cidade da coroação
- 1330 - concessão da lei de localização para a cidade de Tarnów por Vladislau I
- 1333 - morte de Vladislau I. O funeral do rei em Cracóvia reforçou o papel da cidade como metrópole real
- 1344 - Casimiro, o Grande, assumiu as terras de Sanok e Przemyśl, que se tornaram parte do distrito da Pequena Polônia
- 1346 - em Wiślica, Casimiro, o Grande, emitiu o chamado Estatutos de Wiślickie, que constituem a lei codificada do distrito da Pequena Polônia
- 1364 - o congresso dos monarcas em Cracóvia terminou, segundo a lenda, com uma festa em homenagem aos convidados pelo burguês de Cracóvia, Mikołaj Wierzynek
- 1368 - Casimiro III, o Grande, concedeu estatutos para as minas de sal perto de Cracóvia, criando uma empresa industrial moderna, a maior da Pequena Polônia e da Polônia
- 1376 - invasão lituana da Pequena Polônia
- 17 de julho de 1399 - a Rainha Edviges morreu em Cracóvia
- 1423–1465 - Zbigniew Oleśnicki era o bispo de Cracóvia
- 9 de janeiro de 1433 - o privilégio Jedlno (1430) foi renovado em Cracóvia, garantindo liberdade pessoal à nobreza (o chamado Neminem Captivabimus)
- 19 de março de 1454 - o rei da Polônia prestou homenagem ao Ducado de Oświęcim

### Idade Moderna
- 1494 - o Ducado de Zator é incorporado à Coroa por João I Alberto da Polônia
- 10 de abril de 1525 - tributo prussiano na praça principal de Cracóvia
- 1563–1564 - incorporação final na Polônia dos principados de Oświęcim e Zator
- 14 de abril de 1570 - em Sandomierz houve uma fusão de denominações protestantes - luteranos, calvinistas e irmãos tchecos, que formam a chamada Denominação polonesa. Este ato às vezes é chamado de Consentimento Sandomierz
- 1574 - tumulto em Cracóvia
- 1587 - a invasão da Pequena Polônia pelo arquiduque Maximiliano III dos Habsburgos, um candidato à coroa polonesa. No outono, o exército austríaco sitiou Cracóvia sem sucesso
- 26 de maio de 1584 - um fora-da-lei, Samuel Zborowski, foi decapitado no Castelo Wawel
- 1591 - destruição da igreja protestante em Cracóvia durante um tumulto religioso
- 1604 - o suposto filho de Ivan IV, o Terrível, chamado Demétrio filho autoproclamado, chegou a Cracóvia. Com o apoio ativo dos magnatas da Pequena Polônia e da população da cidade de Cracóvia, ele obteve ajuda em sua expedição a Moscou
- 1611 - incêndio catastrófico em Nowy Sącz
- Setembro-outubro de 1655 - a campanha do exército sueco levou à captura da maior parte da Pequena Polônia. A Cracóvia sitiada se rendeu (18 de outubro), e outras cidades (Nowy Sącz, Tarnów, Żywiec) também caíram.
- 13 de dezembro de 1655 - a revolta dos burgueses tira Nowy Sącz das mãos suecas
- 1668 - João II Casimiro Vasa abdica. O rei, deixando a Polônia, ficou mais tempo em Cracóvia, onde viveu no Palácio "Krzysztofory", atual sede do Museu Histórico de Cracóvia.
- 1700-1716 - em conexão com a Grande Guerra do Norte, tropas suecas, russas, saxãs e polonesas se espalharam pela Pequena Polônia, devastando toda a região.
- 1707–1710 - uma praga catastrófica que engolfou Cracóvia e a área circundante fez quase 20 mil vítimas
- 1734 - em conexão com a guerra em curso pela sucessão polonesa, o corpo de tropas saxões e poloneses leais a Estanislau I Leszczyński passou pela Pequena Polônia
- 1769 - sob o pretexto da luta da Confederação de Bar, o exército austríaco tomou as cidades de Spiš e os arredores de Nowy Targ e Nowy Sącz
- 1770–1771 - as fortificações em Tyniec, Lanckorona e a cidade de Cracóvia, e no Castelo Wawel desempenharam um papel especial nas batalhas dos Confederados de Bar
- 1772 - a primeira partição da Polônia. A parte sul da Pequena Polônia (sem Cracóvia) caiu para a Áustria
- 1795 - a 3.ª partição da Polônia. A parte norte da Pequena Polônia, entre os rios Bug, Vístula e Pilica, caiu nas mãos dos austríacos
- Abril-julho de 1809 - A ofensiva de Józef Poniatowski libertou as terras da Terceira Divisão das mãos dos austríacos, incluindo Cracóvia e incorporou-os ao Ducado de Varsóvia
- 1813 - Józef Antoni Poniatowski com o exército polonês deixou Cracóvia, que é ocupada pelo exército russo
- 1815 - o Congresso de Viena finalmente dividiu a Pequena Polônia entre a Rússia e a Áustria. Cracóvia e seus arredores formam um estado teoricamente independente, a chamada Cidade Livre de Cracóvia
- 1846 - a Revolta de Cracóvia e a Revolta de Chochołów. Liquidação da República de Cracóvia e incorporação de Cracóvia na Galícia austríaca como capital do Grão-Ducado de Cracóvia

### Idade Contemporânea
- 26 de abril de 1848 - Primavera das Nações em Cracóvia terminou com o bombardeio da cidade pelo exército austríaco
- 1864-1865 - estado de sítio na Galícia em conexão com a Revolta de Janeiro
- 1867 - a Galícia recebe autonomia do imperador Francisco José I da Áustria
- 1869 - introdução da língua polonesa como língua oficial na Galícia
- 1884 - inauguração da chamada Linha ferroviária subcarpática (Nowy Sącz, Krynica)

### Guerra e período entre guerras
- Setembro de 1914 - juramento das Legiões Polonesas na Błonia Krakowskie
- 3 a 8 de setembro de 1939 - a Pequena Polônia foi ocupada pelo exército alemão.
- 18 de janeiro de 1945 - as tropas soviéticas entraram em Cracóvia

## Economia
Em 2017, o produto interno bruto da voivodia da Pequena Polônia totalizou 142,1 bilhões de złotys, o que representou 7,9% do PIB da Polônia. O produto interno bruto per capita somou 42,1 mil złotys (90,1% da média nacional), que colocou a Pequena Polônia em 6.º lugar em relação a outras voivodias.
O salário médio mensal de um habitante na voivodia da Pequena Polônia em setembro de 2019 totalizou 5 066,21 złotys, o que a colocou em terceiro lugar em relação a todas as voivodias.
Em setembro de 2019, havia aproximadamente 61,9 mil desempregados registrados na voivodia da Pequena Polônia. Isso dá uma taxa de desemprego de 4,1%.
4,8% das famílias da voivodia da Pequena Polônia têm despesas abaixo da linha da pobreza extrema (ou seja, abaixo do mínimo de subsistência) (2011).

### Indústria
Existem 4 distritos industriais na voivodia:
- Cracóvia
- Jaworznicko-Chrzanowski
- Tarnowski
- Cárpato

### Recursos minerais

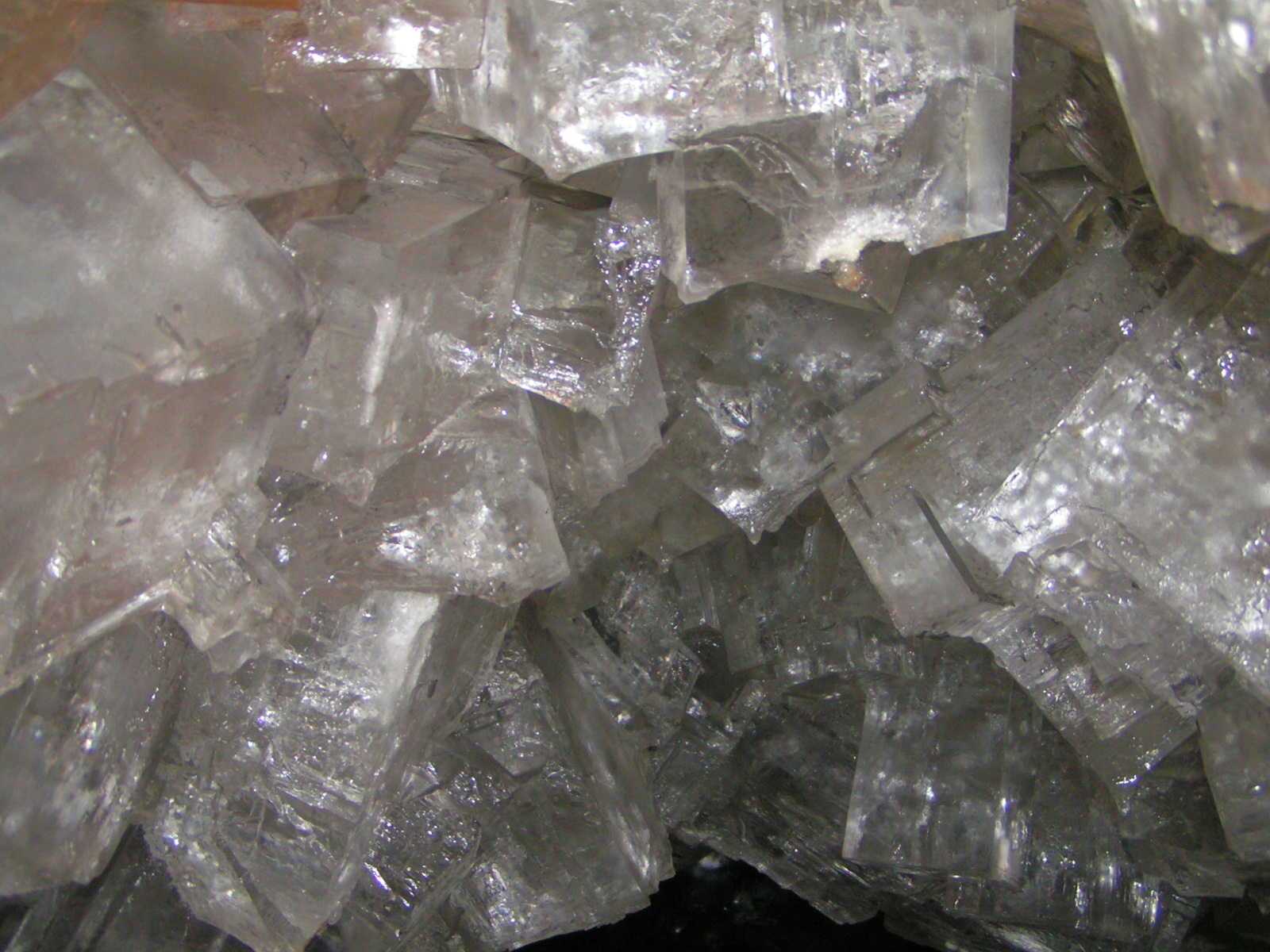
Cristais de sal da mina de sal Wieliczka

- sal-gema - Bochnia, Wieliczka (agora um museu)
- petróleo bruto - em torno de Gorlice
- carvão betuminoso - em torno de Brzeszcze e Libiąż
- minério de zinco e chumbo - em torno de Chrzanów e Olkusz
- águas minerais - Krynica, Muszyna e seus arredores
- águas geotérmicas - Podhale
- pequenos depósitos de gás natural - perto de Cracóvia e Babia Góra
- materiais de construção, ou seja, pedra de construção e pedra de estrada (perto de Krzeszowice), calcários, argilas cerâmicas e agregados de construção

### Energia
As maiores usinas de cogeração ou calor e energia combinados (CHP) a carvão estão localizadas em Cracóvia, Skawina e Trzebinia (0,5 mil–1 mil MW) e em Tarnów (100-500 MW).

## Segurança Pública
Na voivodia da Pequena Polônia existe um centro de notificação de emergência, localizado em Cracóvia, que trata das notificações de emergência para os números 112, 997, 998 e 999.

## Transportes
A voivodia da Pequena Polônia está localizada no cruzamento de importantes vias de comunicação. Sua área é atravessada por rotas de trânsito de leste a oeste e de norte a sul: ferrovias e estradas nacionais.

### Transporte rodoviário
| Estrada                                | Rota | Comprimento atual na voivodia [km] | Observação                                                                            |
| -------------------------------------- | --- | ---------------------------------- | ------------------------------------------------------------------------------------- |
| Estrada nacional n.º 94                | Fronteira nacional – Jędrzychowice – trevo „Zgorzelec” – Krzyżowa – Breslávia – Prądy – Nogawczyce – Gliwice – Katowice – Olkusz – Cracóvia – Tarnów – Rzeszów – Jarosław – Radymno – Korczowa – fronteira nacional | 161 km                             | –                                                                                     |
| Autostrada A4 (Polônia) · E40          | Fronteira nacional – Zgorzelec – Legnica – Breslávia – Opole – Gliwice – Katowice – Cracóvia – Tarnów – Rzeszów – Korczowa – fronteira nacional                                                                     | 150 km                             | –                                                                                     |
| Estrada Nacional N.º 7 (Polônia) · E77 | Żukowo – Gdańsk – Elbląg – Ostróda – Olsztynek – Płońsk – Varsóvia – Janki – Grójec – Radom – Kielce – Cracóvia – Rabka-Zdrój – Chyżne – fronteira nacional                                                         | 176 km                             | –                                                                                     |
| Estrada expressa S1                    | Brzeszcze – Oświęcim | ?                                  | sem estrada                                                                           |
| Estrada expressa S7                    | (Gdańsk) – Elbląg – Olsztynek – Varsóvia – Kielce – Cracóvia – Rabka-Zdrój | 15 km                              | Estrada em construção trecho Lubień - Rabka-Zdrój - Chabówka e o túnel sob Luboń Mały |
| Estrada nacional n.º 28                | Zator – Wadowice – Rabka-Zdrój – Limanowa – Nowy Sącz – Gorlice – Jasło – Krosno – Sanok – Kuźmina – Bircza – Przemyśl – Medyka – fronteira nacional                                                                | 192 km                             | –                                                                                     |
| Estrada nacional n.º 44                | Gliwice – Mikołów – Tychy – Oświęcim – Zator – Skawina – Cracóvia | 56 km                              | –                                                                                     |
| Estrada nacional n.º 47                | Rabka-Zdrój – Nowy Targ – Zakopane | 40 km                              | –                                                                                     |
| Estrada nacional n.º 49                | Nowy Targ – Czarna Góra – Jurgów – fronteira nacional | 24 km                              | –                                                                                     |
| Estrada nacional n.º 52                | Bielsko-Biała – Kęty – Andrychów – Wadowice – Kalwaria Zebrzydowska – Głogoczów | 46 km                              | –                                                                                     |
| Estrada nacional n.º 73                | Wiśniówka – Kielce – Morawica – Busko-Zdrój – Szczucin – Dąbrowa Tarnowska – Tarnów – Pilzno – Jasło | 50 km                              | –                                                                                     |
| Estrada nacional n.º 75                | Cracóvia (Branice) – Niepołomice – Brzesko – Nowy Sącz – Krzyżówka – Tylicz – Muszynka – fronteira nacional | 135 km                             | –                                                                                     |
| Estrada nacional n.º 79                | Varsóvia – Kozienice – Zwoleń – Sandomierz – Połaniec – Nowe Brzesko – Cracóvia – Trzebinia – Chrzanów – Jaworzno – Katowice – Chorzów – Bytom                                                                      | 104 km                             | –                                                                                     |
| Estrada nacional n.º 87                | Nowy Sącz – Stary Sącz – Piwniczna-Zdrój – fronteira nacional | 28 km                              | –                                                                                     |

### Transporte ferroviário

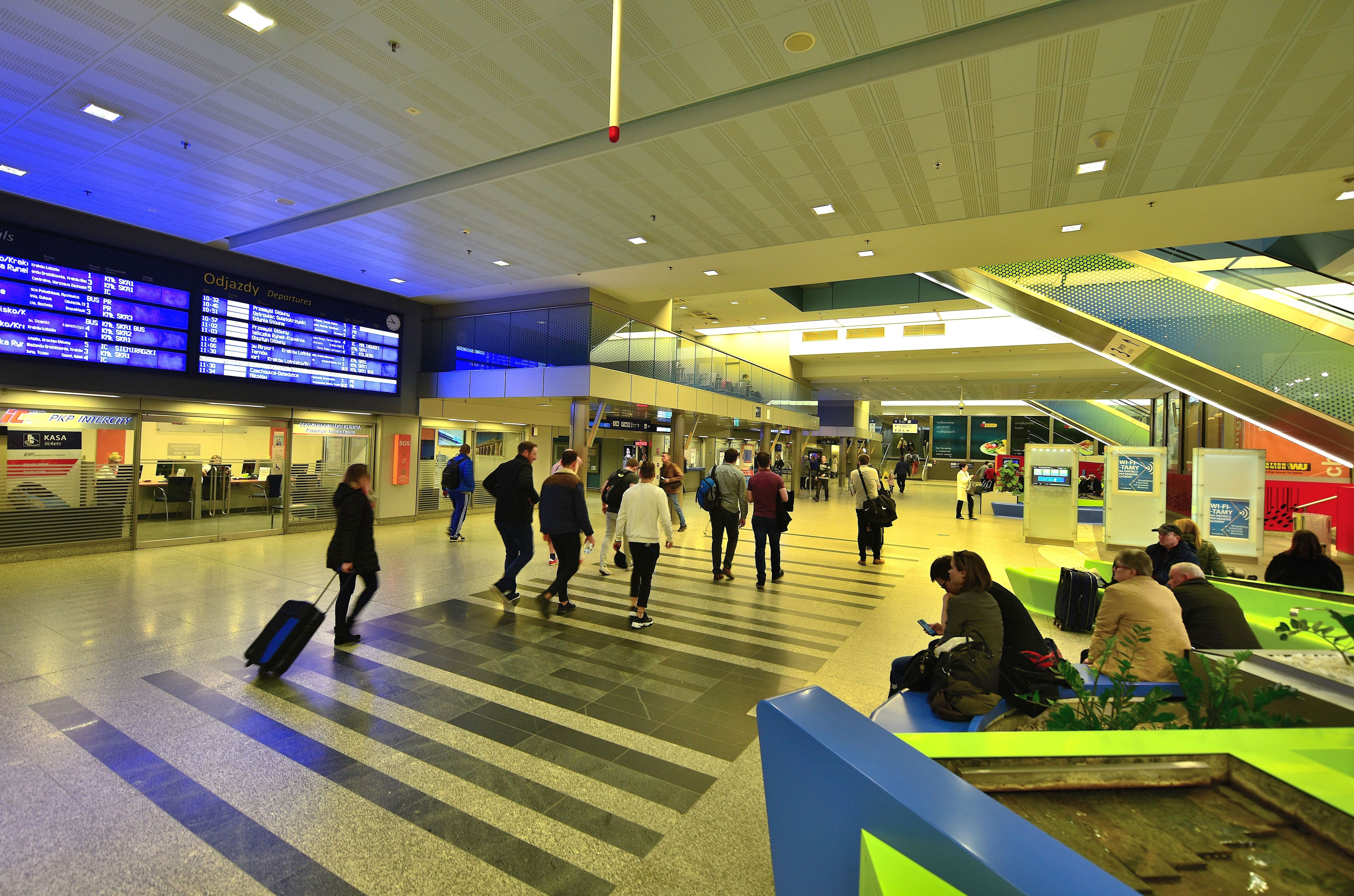
Interior da estação ferroviária Kraków Główny

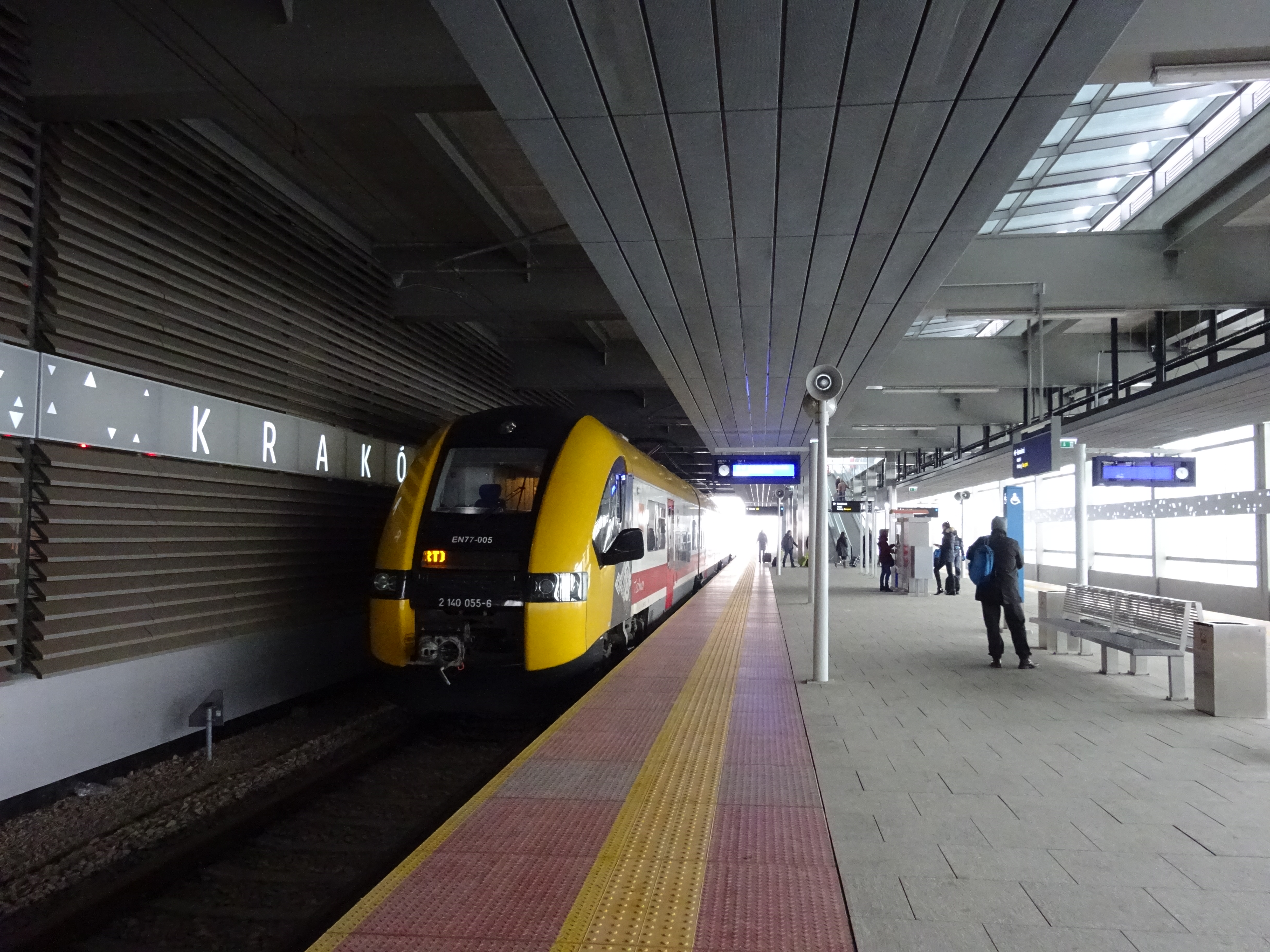
Pesa Acatus II Kolei Małopolskie linha S1 na estação Kraków Lotnisko

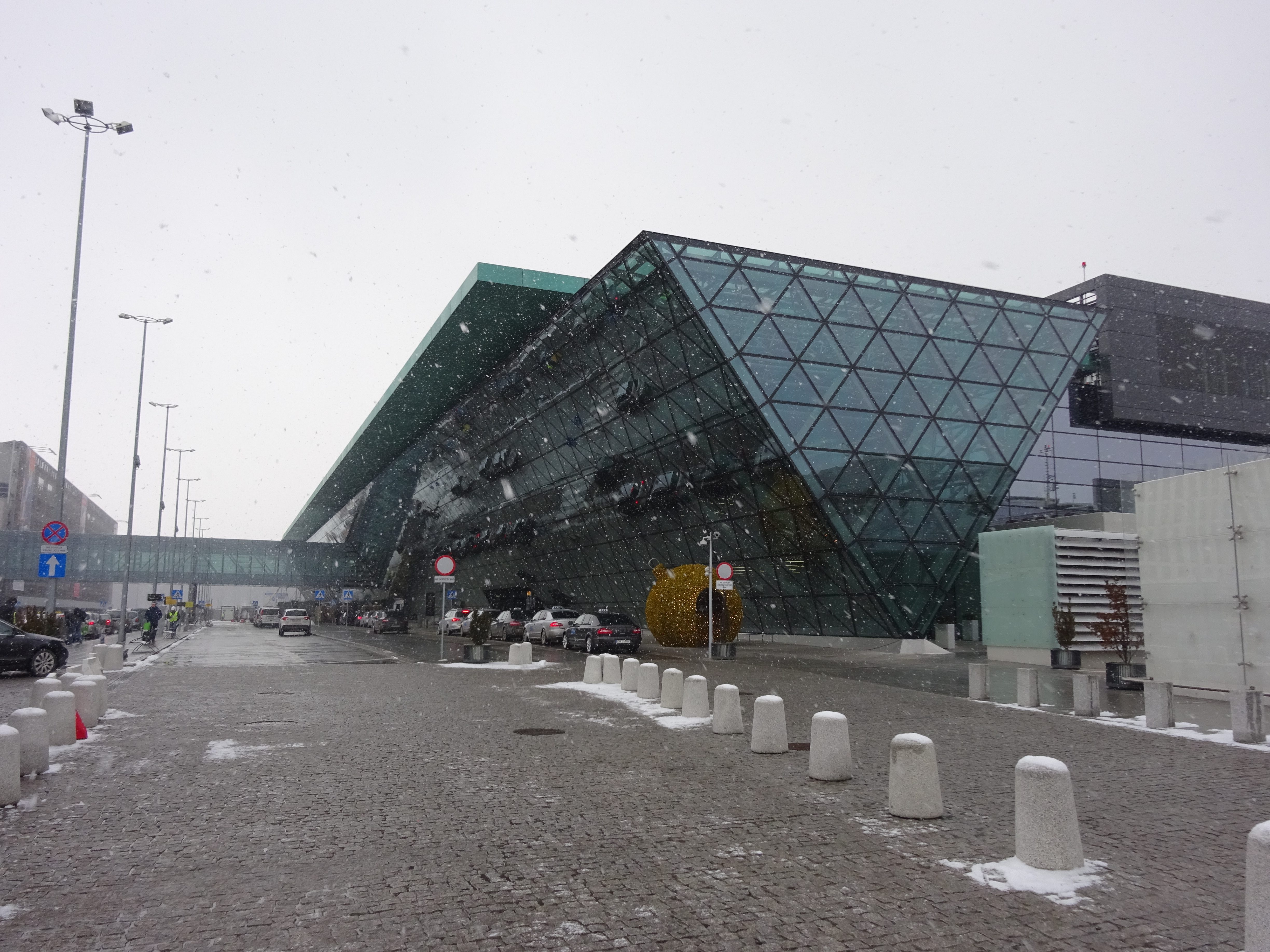
Aeroporto Internacional João Paulo II Cracóvia-Balice

Existem 1 121 km de linhas ferroviárias em operação na voivodia da Pequena Polônia (7.º lugar no país), dos quais 653 km são linhas simples e 468 km - linhas duplas. Mais de 870 km de ferrovias são eletrificados (em 31 de dezembro de 2013). Em 2017, um habitante estatístico da voivodia da Pequena Polônia viajou 4,9 vezes de trem.
Existem 26 estações ferroviárias ativas na voivodia, 4 delas estão inscritas no registro de monumentos: Nowy Sącz, Rabka-Zdrój, Tarnów, Zakopane.

#### Material rodante ferroviário
A voivodia da Pequena Polônia, juntamente com as ferrovias da Pequena Polônia, que pertencem à voivodia, tem 39 veículos que são usados pela Ferrovias da Pequena Polônia e Polregio:
| Série            | Tipo  | Números              | Quantidade | Fabricante | Propriedade                  | Utilizador                   | Fonte         |
| ---------------- | ----- | -------------------- | ---------- | ---------- | ---------------------------- | ---------------------------- | ------------- |
| EN63a Impuls     | 36WEa | 001 ÷ 004, 017 ÷ 018 | 6          | Newag      | UM                           | Polregio                     | [ 21 ]        |
| EN64 Acatus Plus | 40WEa | 002, 003             | 2          | Pesa       | UM                           | Polregio                     | [ 22 ]        |
| EN64 Acatus Plus | 40WEa | 004, 006 ÷ 008       | 4          | Pesa       | UM                           | Ferrovias da Pequena Polônia | [ 22 ]        |
| EN77 Acatus II   | 32WE  | 001 ÷ 005            | 5          | Pesa       | Ferrovias da Pequena Polônia | Ferrovias da Pequena Polônia | [ 23 ]        |
| EN81             | 308B  | 001 ÷ 002            | 2          | Pesa       | UM                           | Polregio                     | [ 24 ] [ 25 ] |
| EN99 Acatus Plus | 41WE  | 001 ÷ 004            | 4          | Pesa       | UM                           | Polregio                     | [ 26 ] [ 27 ] |
| EN78 Impuls      | 31WE  | 001 ÷ 008            | 8          | Newag      | UM                           | Ferrovias da Pequena Polônia | [ 28 ]        |
| EN79 Impuls      | 45WE  | 001 ÷ 005            | 5          | Newag      | UM                           | Ferrovias da Pequena Polônia | [ 28 ]        |
| SA109            | 212M  | 002                  | 1          | Kolzam     | UM                           | Polregio                     |               |
| SA133            | 218Mc | 004, 005             | 2          | Pesa       | UM                           | Polregio                     | [ 24 ]        |
| Elf II           |       |                      | 0 z 4      | Pesa       | UM                           | Ferrovias da Pequena Polônia | [ 29 ]        |

### Transporte aéreo
O Aeroporto Internacional de Cracóvia-Balice tem conexões regulares com cidades da Europa, América do Norte e Israel. O terminal de passageiros está sendo ampliado, que após a reconstrução poderá atender mais de 8 milhões de pessoas por ano.

## Cultura

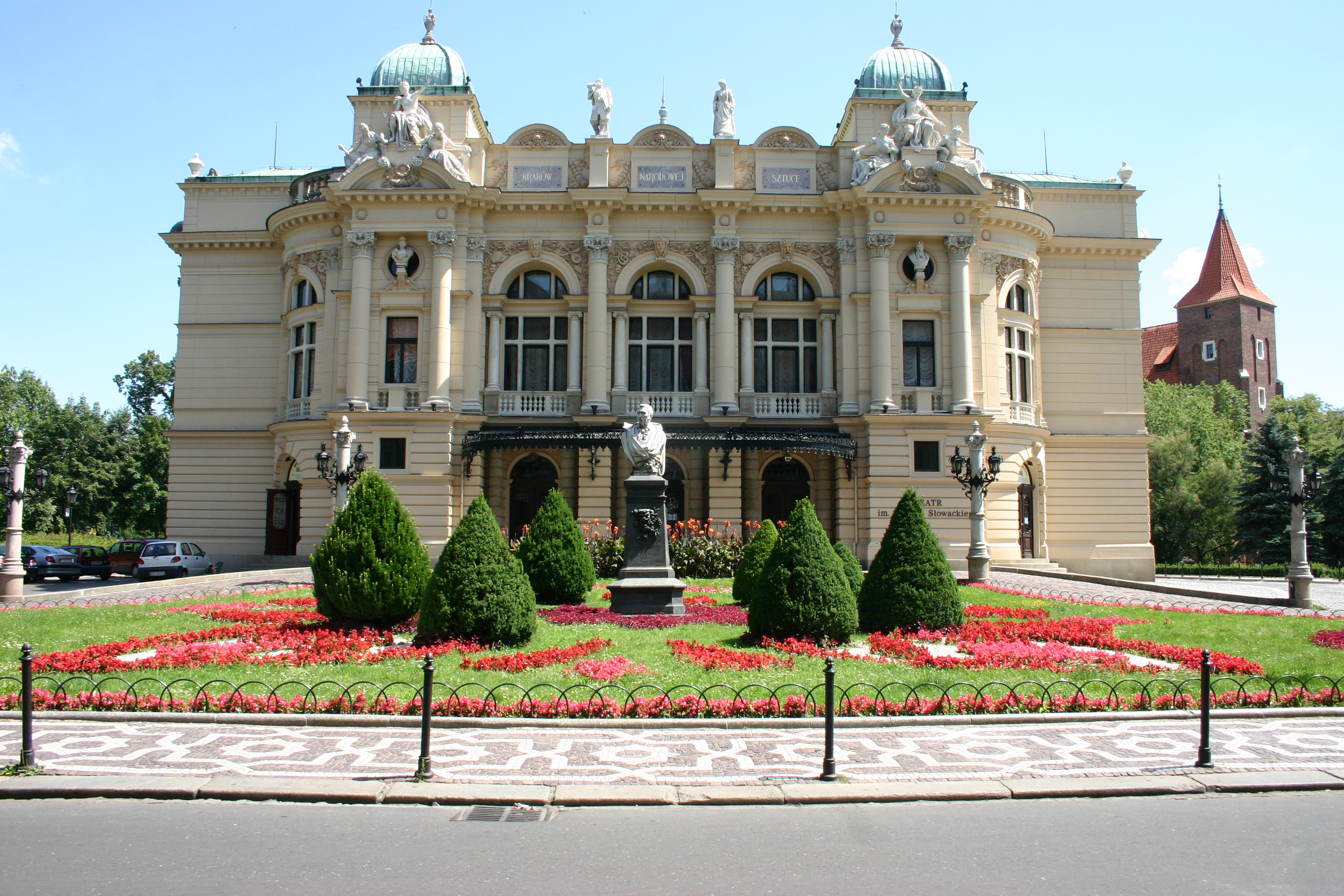
Teatro Juliusz Słowacki em Cracóvia

Numerosos festivais de renome internacional acontecem na voivodia da Pequena Polônia, entre eles, o Festival da Cultura Judaica em Kazimierz, Cracóvia ou o Festival Internacional de Folclore da Montanha em Zakopane, bem como a Semana da Cultura Beskidzka, Outono de Babia Góra, Lemko Watra e o Festival do Mirtilo em Zubrzyca Górna.
A voivodia da Pequena Polônia possui um número bastante grande de instituições culturais. Cada 1/4 da receita com visitantes de um museu polonês vai para uma das instituições da voivodia da Pequena Polônia. O Estado, a Igreja e as coleções particulares contêm 20 por cento de todas as obras de arte polonesas. As exposições mais importantes são: no Castelo Real de Wawel, nas sucursais do Museu Nacional de Cracóvia, nos museus regionais em Tarnów e Nowy Sącz, e nos museus diocesanos em Tarnów e Cracóvia. A única exposição permanente na Europa dedicada à memória dos ciganos está localizada em Tarnów.
Instituições culturais na Pequena Polônia:
| Instituição cultural                          | número de edifícios |
| --------------------------------------------- | ------------------- |
| Bibliotecas e ramos da biblioteca             | 766                 |
| Casas e centros comunitários, clubes e salas  | 489                 |
| Galerias de arte                              | 66                  |
| Cinemas                                       | 47                  |
| Museus com filiais de museu                   | 103                 |
| Teatros profissionais e instituições musicais | 19                  |

### Mídia
Existem duas estações de TV na voivodia da Pequena Polônia: Ośrodek Regionalny Telewizji Polskiej S.A. e TVN Południe. Além disso, várias operadoras de rede a cabo, operando especialmente em cidades e grandes conjuntos habitacionais, oferecem um pacote de programas de TV e rádio; também lançaram seus próprios programas locais, principalmente de informação e entretenimento. Na voivodia da Pequena Polônia também são transmitidas estações de rádio nacionais, como RMF FM, Radio Zet, Rádio regional Cracóvia, bem como estações locais, como Rádio ESKA, Rádio Złote Przeboje, Rádio Alex, Rádio RDN Małopolska (anteriormente Rádio Dobra Nowina) ou Rádio Vox FM Cracóvia. Em Cracóvia, há sedes e salas de servidores dos principais portais de Internet Onet.pl e Interia.pl. Existem também outros portais regionais - Nowa Małopolska, Moje Miasto Kraków, Nasz Miasto, Głos 24.

### Ciência e educação

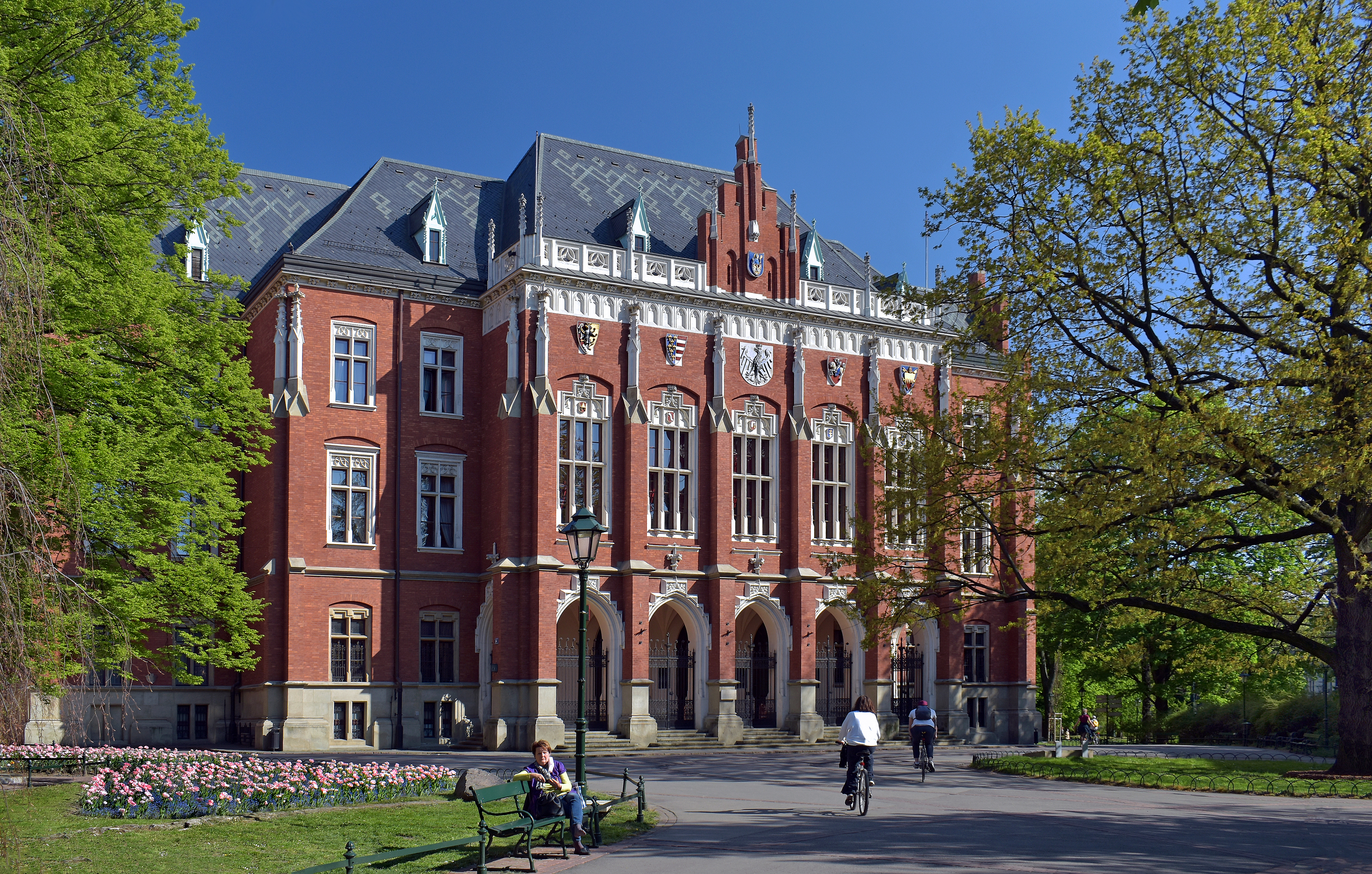
Universidade Jaguelônica

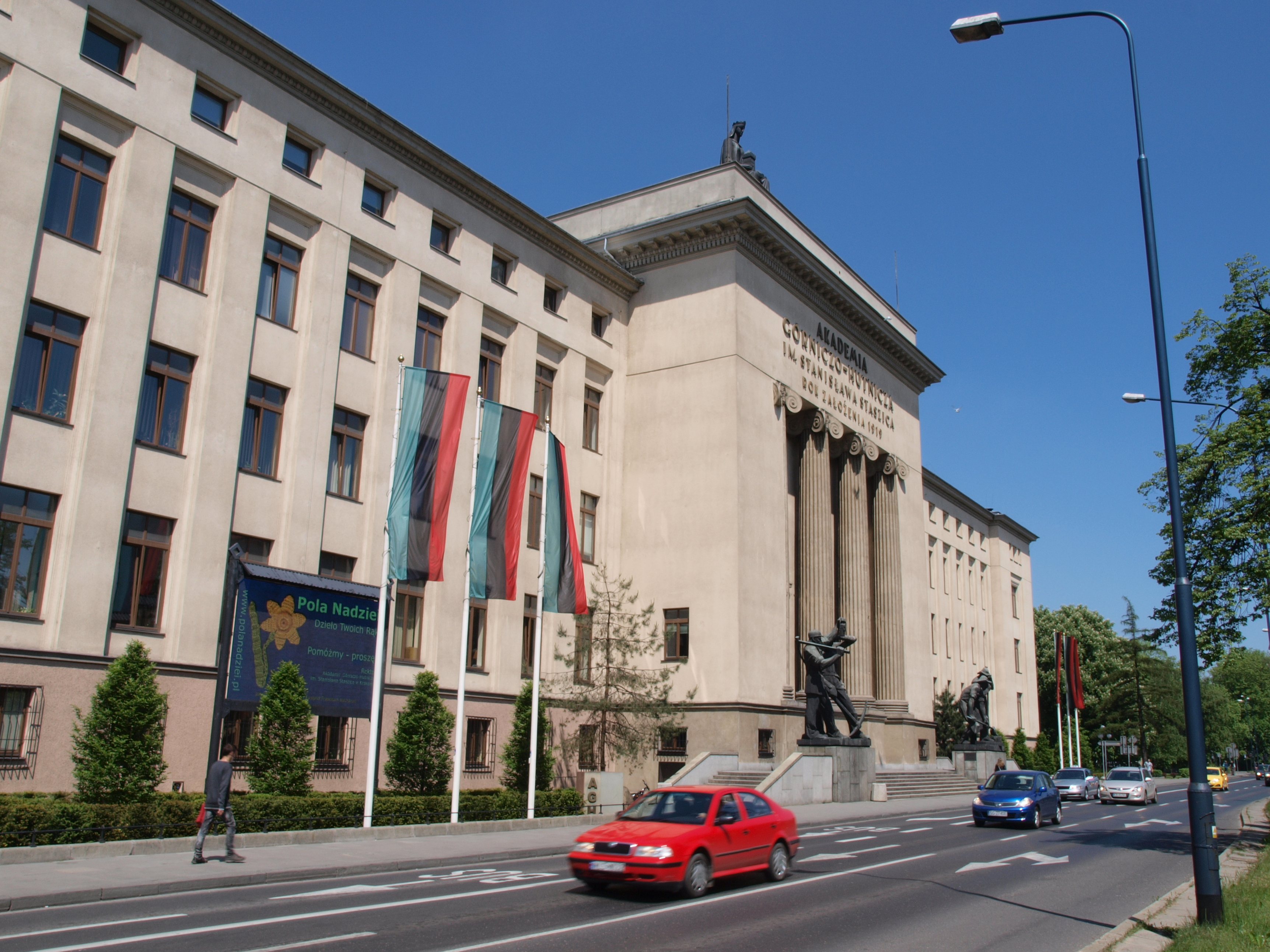
Universidade de Ciência e Tecnologia AGH

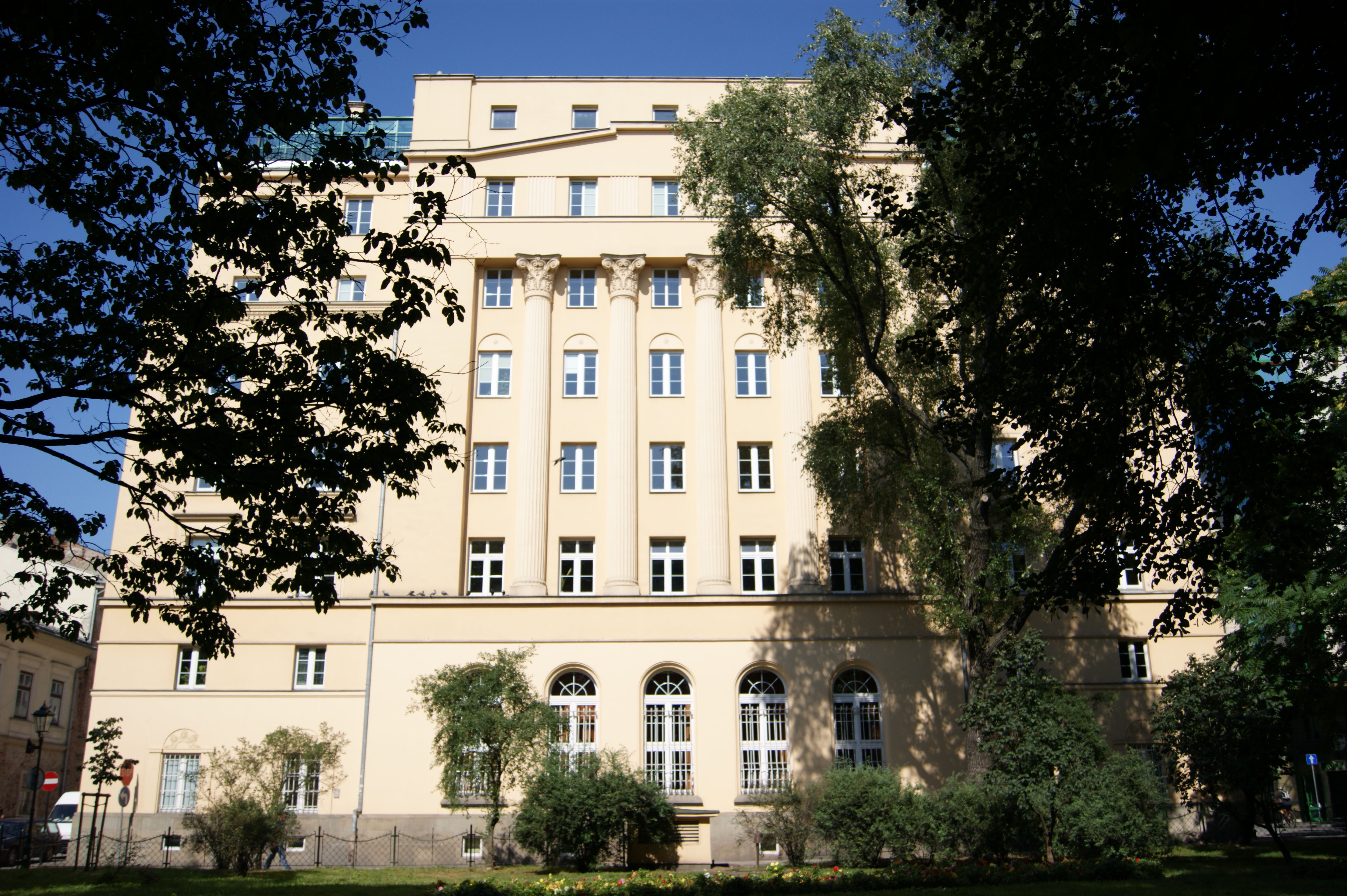
Academia de Música de Cracóvia

A voivodia da Pequena Polônia é a terceira na Polônia em termos de número de alunos. É o lar da universidade mais antiga da Polônia - a Universidade Jaguelônica, com mais de 600 anos de tradição. Por outro lado, entre as universidades econômicas privadas nas classificações nacionais, as pontuações mais altas são: a Wyższa Szkoła Biznesu em Nowy Sącz e a Escola Superior de Gestão em Cracóvia. As instituições de ensino superior estão principalmente concentradas em Cracóvia. Mais de 203 mil alunos estudam em 34 universidades na Pequena Polônia.
As mais importantes delas são:
- Universidade Jaguelônica
- Universidade de Ciência e Tecnologia AGH Stanisław Staszic
- Universidade de Economia de Cracóvia
- Universidade Técnica Tadeusz Kościuszko
- Universidade Agrícola Hugo Kołłątaj em Cracóvia
- Universidade Pedagógica de Cracóvia Comissão Nacional de Educação
- Academia de Educação Física em Cracóvia Bronisław Checo
- Academia de Belas Artes de Cracóvia Jan Matejko
- Academia de Música de Cracóvia
- Academia de Artes Teatrais Stanisław Wyspiański em Cracóvia (anteriormente, Escola Superior de Teatro do Estado de Cracóvia)
- Pontifícia Universidade João Paulo II de Cracóvia
- Academia de Cracóvia Andrzej Frycz Modrzewski
- Escola Superior Vocacional Estadual em Tarnów
- Escola da Pequena Polônia de Economia em Tarnów
- Universidade estadual da Pequena Polônia Capitão Witold Pilecki em Oświęcim
- Escola Estadual Superior Vocacional em Nowy Sącz
- Universidade de Empreendedorismo em Nowy Sącz
- Wyższa Szkoła Biznesu - Universidade National Louis em Nowy Sącz

### Turismo e lazer

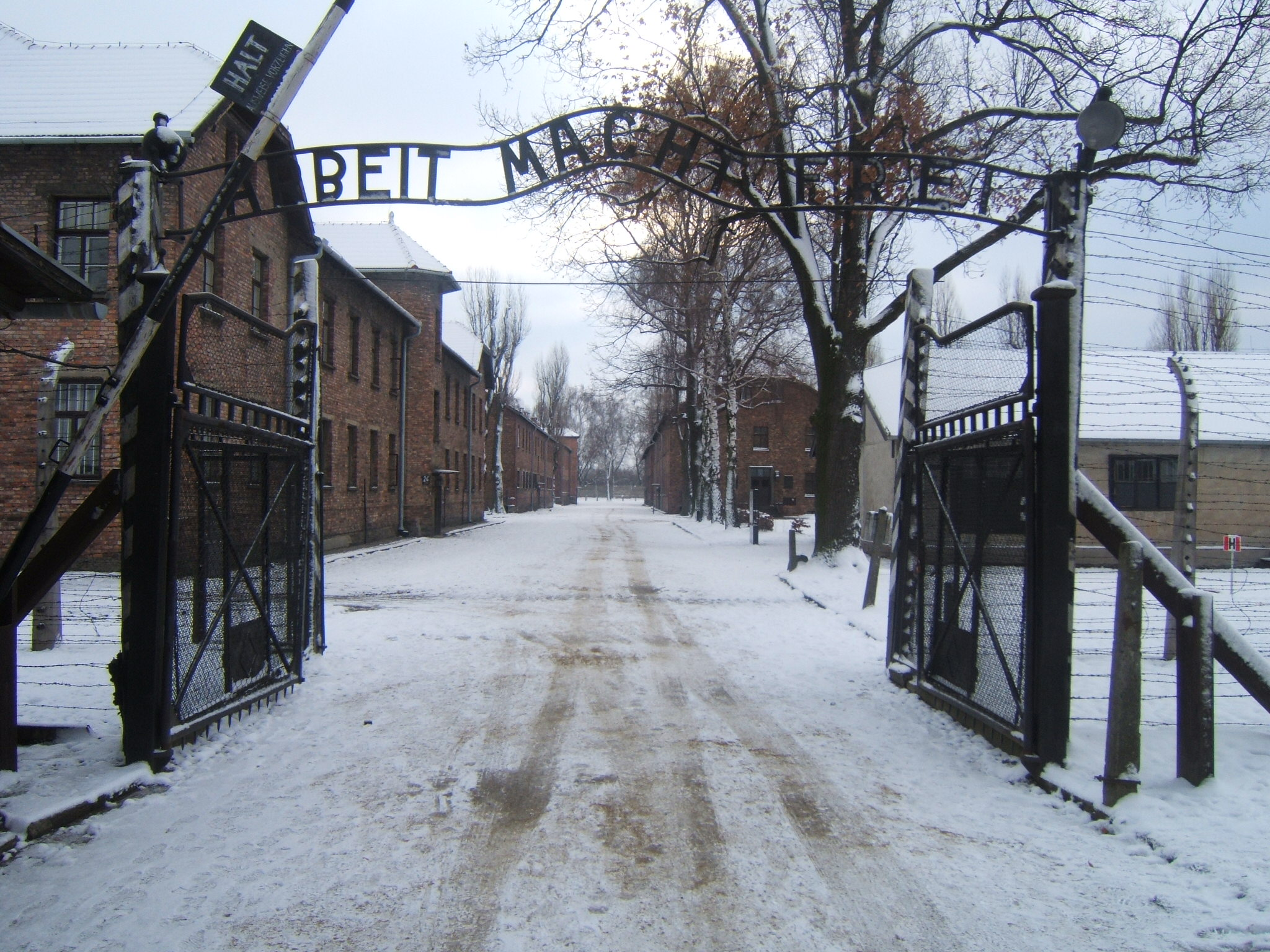
Campo de concentração de Auschwitz

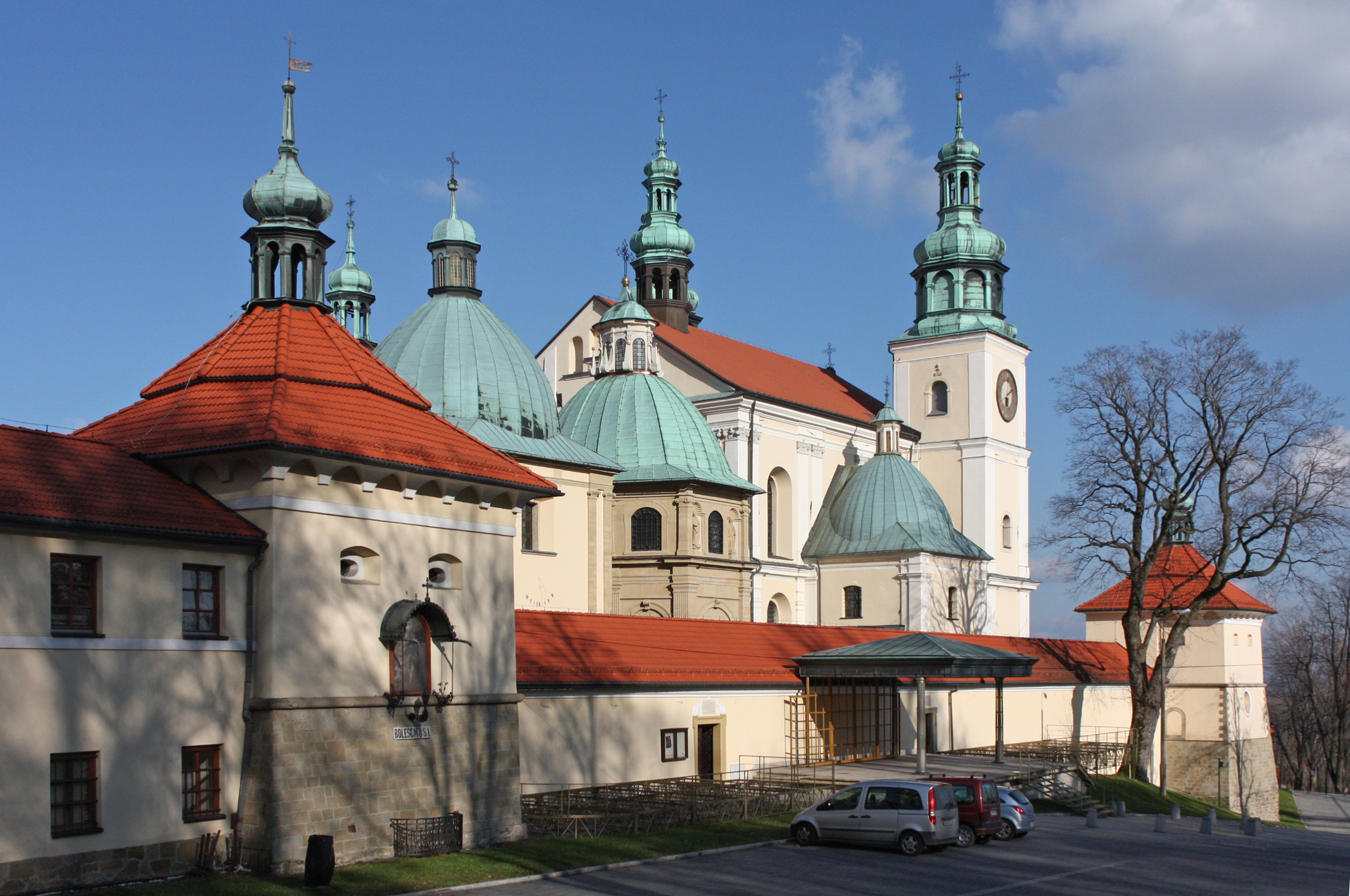
Santuário mariano em Kalwaria Zebrzydowska

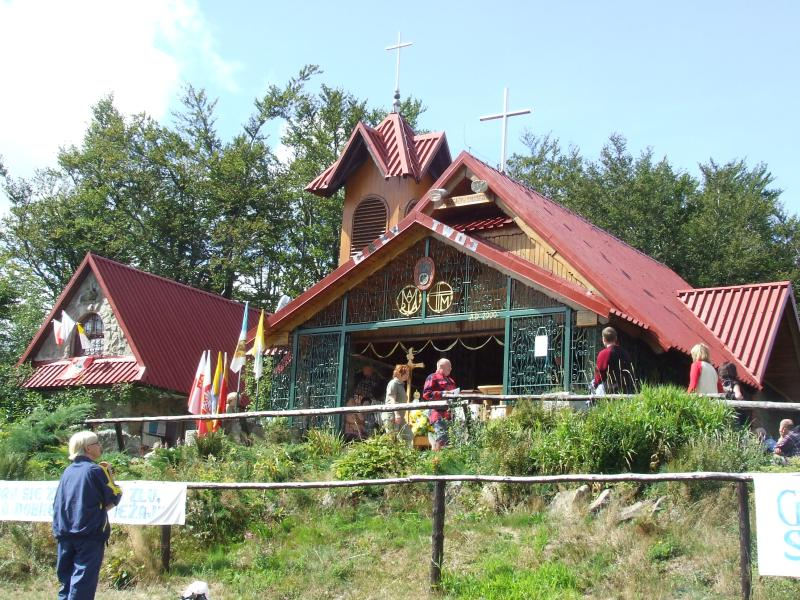
Groń João Paulo II

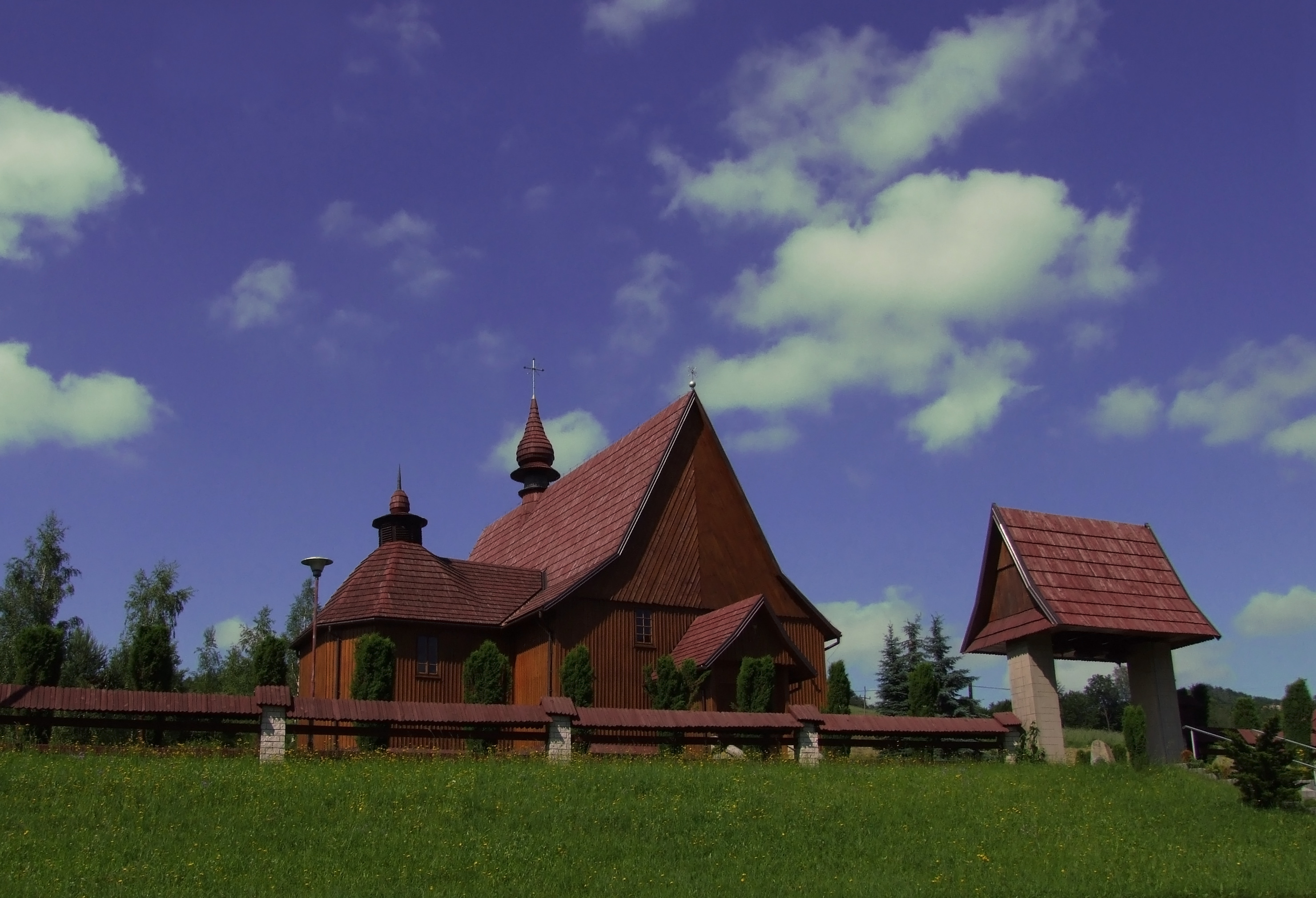
Igreja de São Tiago o Apóstolo de 1563 situada na trilha da arquitetura de madeira

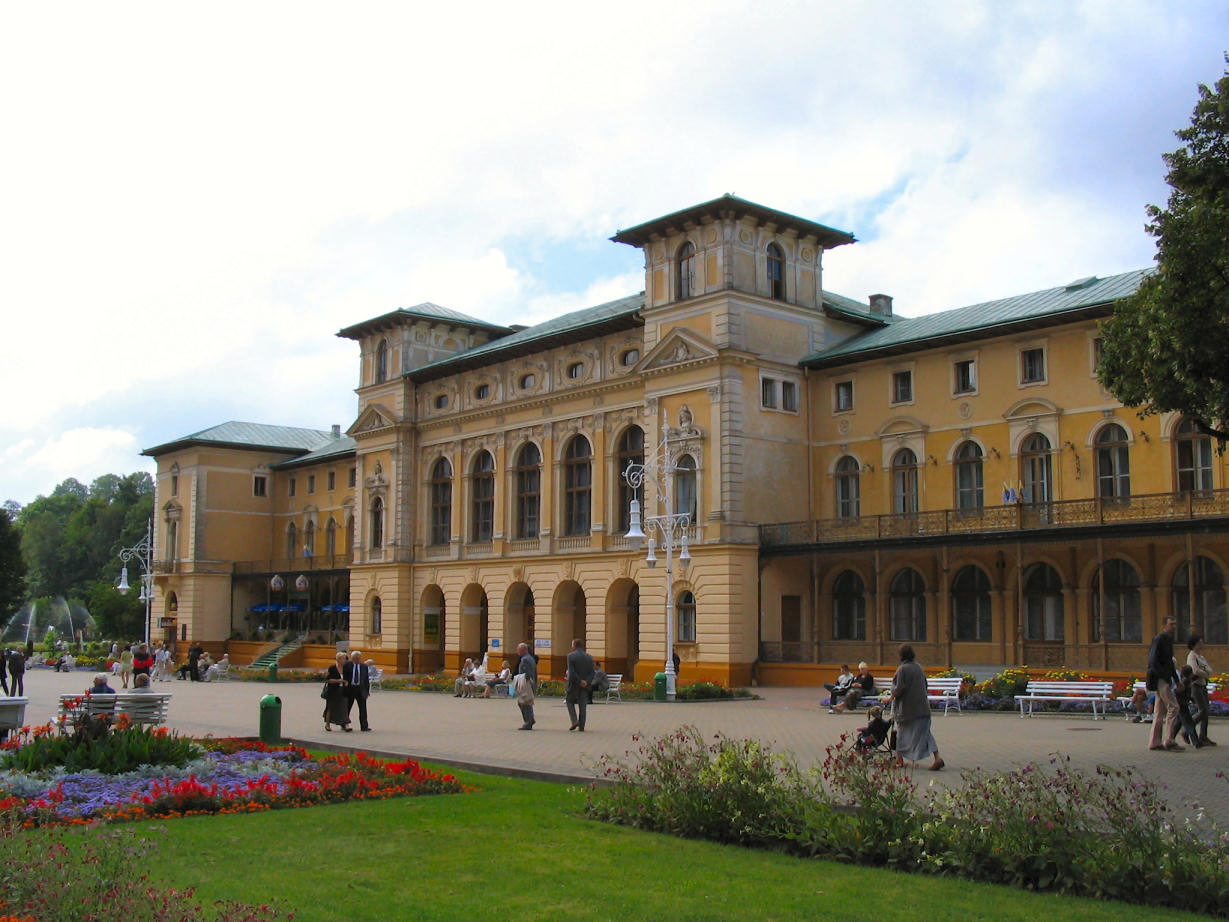
Antiga estância para tratamento da saúde em Krynica-Zdrój

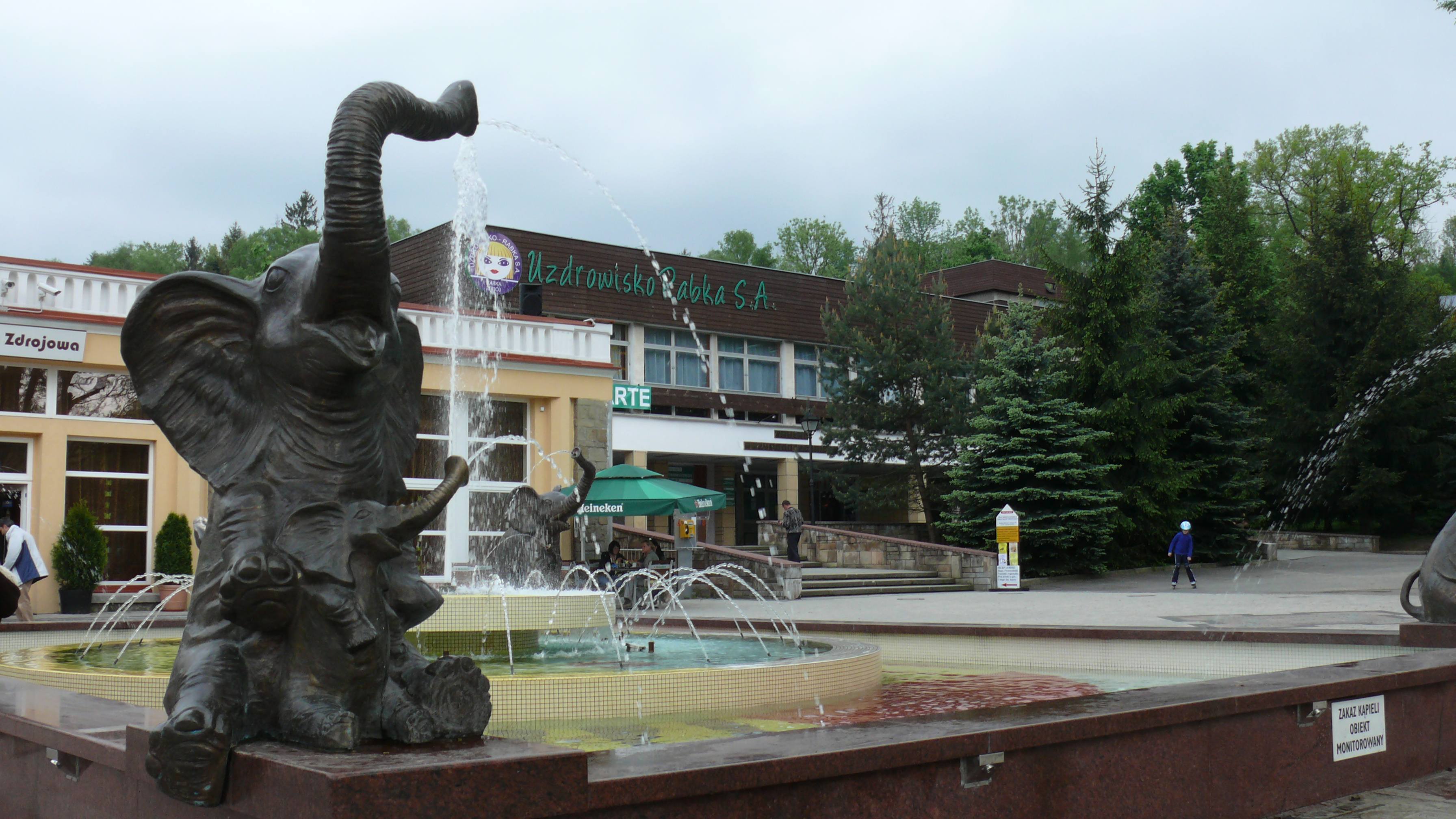
Fonte dos Sete Elefantes em Rabka-Zdrój

Em 2007, a voivodia foi visitada por mais de 14,5 milhões de turistas, incluindo 3 milhões do exterior (a maioria deles da Alemanha, Estados Unidos, Reino Unido, França, Itália, Rússia e Ucrânia).
As principais atrações turísticas da Pequena Polônia são: a cidade de Cracóvia, a Mina de Sal Wieliczka, a Mina de Sal Bochnia, o antigo campo de concentração nazista alemão de Auschwitz-Birkenau em Oświęcim, um complexo de igrejas de madeira na Trilha de Arquitetura de Madeira, rafting tradicional pelo desfiladeiro Dunajec através das montanhas Pieniny, bem como as montanhas mais altas da Polônia - As Montanhas Tatra e a cidade de Zakopane, conhecida como a capital de inverno da Polônia.
A região também é um destino para o turismo de peregrinação (santuários em Kalwaria Zebrzydowska e Kraków-Łagiewniki, Limanowa, Pasierbiec, Casa da Família de João Paulo II em Wadowice, Capela em Grônia João Paulo II) e turismo de cura (9 cidades termais em toda a voivodia).
Todos os anos, desde 1999, os Dias do Patrimônio Cultural da Pequena Polônia são organizados para promover os monumentos da Pequena Polônia. Cinco complexos históricos foram inscritos na Lista do Patrimônio Mundial da UNESCO. Esses são:
- Centro Histórico de Cracóvia
- Mina de Sal Wieliczka
- O campo de concentração Auschwitz-Birkenau Museu em Oświęcim e Brzezinka
- Mosteiro e o parque de peregrinação em Kalwaria Zebrzydowska
- Igrejas de Madeira do Sul da Pequena Polônia

As áreas populares para caminhadas e esportes de inverno são as cadeias de montanhas de Besquides (incluindo: Besquide Makowski, Besquide Mały, Besquide Niski, Besquide Wyspowy, Besquide Żywiecki e Gorce), bem como as Montanhas Pieniny e as Montanhas Tatra.
A trilha de bicicleta dos Cárpatos também foi criada, a qual, junto com as rotas de conexão, passa pelas cidades mais famosas e historicamente valiosas da voivodia da Pequena Polônia.

## Divisão administrativa

Divisão da voivodia em condados

Em 1 de janeiro de 1999, a reforma administrativa da Polônia entrou em vigor, criando dois novos níveis de governo autônomo local e mudando o número de voivodias. Desta forma, a autogovernamental Voivodia da Pequena Polônia foi estabelecida. Incluía as áreas das voivodias de Cracóvia e Nowosądeckie, bem como partes de Bielsko, Kielce, Katowice, Krosno e Tarnów. A voivodia da Pequena Polônia consiste em 19 condados, 3 cidades com direitos de condado e 182 comunas. Existem 62 cidades em seu território.
| N.º   | Brasão | Bandeira | Condado    | Capital           | Área (km²) | População | Densidade populacional (hab./km²) |
| ----- | ------ | -------- | ---------- | ----------------- | ---------- | --------- | --------------------------------- |
| 1     |        |          | Bochnia    | Bochnia           | 649,28     | 102 592   | 158                               |
| 2     |        |          | Brzesko    | Brzesko           | 590        | 91 643    | 155,3                             |
| 3     |        |          | Chrzanów   | Chrzanów          | 371,49     | 127 540   | 343,3                             |
| 4     |        |          | Cracóvia   | Cracóvia          | 1229,62    | 256 260   | 208,4                             |
| 5     |        |          | Dąbrowa    | Dąbrowa Tarnowska | 530        | 58 631    | 110,6                             |
| 6     |        |          | Gorlice    | Gorlice           | 967,36     | 107 148   | 110,8                             |
| 7     |        |          | Limanowa   | Limanowa          | 951,96     | 125 108   | 131,4                             |
| 8     |        |          | Miechów    | Miechów           | 676,73     | 49 977    | 73,9                              |
| 9     |        |          | Myślenice  | Myślenice         | 673,3      | 120 903   | 178,8                             |
| 10    |        |          | Nowy Sącz  | Nowy Sącz         | 1550,24    | 204 092   | 131,7                             |
| 11    |        |          | Nowy Targ  | Nowy Targ         | 1474,66    | 185 917   | 126,1                             |
| 12    |        |          | Olkusz     | Olkusz            | 622,19     | 113 814   | 182,9                             |
| 13    |        |          | Oświęcim   | Oświęcim          | 406,03     | 153 705   | 378,6                             |
| 14    |        |          | Proszowice | Proszowice        | 414,57     | 43 406    | 104,7                             |
| 15    |        |          | Sucha      | Sucha Beskidzka   | 685,75     | 83 006    | 121                               |
| 16    |        |          | Tarnów     | Tarnów            | 1413,44    | 196 810   | 139,2                             |
| 17    |        |          | Tatra      | Zakopane          | 471,62     | 65 542    | 139                               |
| 18    |        |          | Wadowice   | Wadowice          | 645,74     | 156 488   | 242,3                             |
| 19    |        |          | Wieliczka  | Wieliczka         | 429,2      | 112 161   | 261,3                             |
| 20    |        |          | Cracóvia   | –                 | 327        | 756 183   | 2312,5                            |
| 21    |        |          | Nowy Sącz  | –                 | 58         | 84 537    | 1457,5                            |
| 22    |        |          | Tarnów     | –                 | 72,4       | 114 635   | 1583,4                            |
| Total | –      | –        | 22         | 19                | 15 182,87  | 3 310 094 | 218                               |